# Ramón Berenguer IV de Barcelona
Ramón Berenguer IV, conocido como el Santo (¿Barcelona?, 1113 o 1114-Borgo San Dalmazzo, 6 de agosto de 1162), fue conde de Barcelona, de Gerona, de Osona y de Cerdaña y princeps de Aragón. 
Durante su «reinado» se produjo la unión dinástica del condado de Barcelona con el reino de Aragón, dando nacimiento a la Corona de Aragón. Como ha señalado José María Lacarra, «la unión vendrá a coronar el triunfo de las aspiraciones monárquicas de la Casa de Barcelona». Ramón Berenguer se intituló comes Barchinonensis et princeps Aragonum ('conde de Barcelona y príncipe de Aragón'; siempre en ese orden)  y en alguna ocasión sustituyó el título de princeps Aragonum por el de Dei Gratia regni dominator Aragonensis ('por la gracia de Dios dominador del reino de los aragoneses'). Tras las conquistas de Tortosa y de Lérida (1148-1149) se intituló también Tortose marchio et Ilerde ('marqués de Tortosa y Lérida'). Asimismo usó el título de marqués de Provenza tras la muerte en 1144 de su hermano Berenguer Ramón I de Provenza, incluso después de que el hijo de este, Ramón Berenguer III de Provenza, alcanzara la mayoría de edad. Sigue siendo objeto de un intenso debate historiográfico si gobernó Aragón como «administrador» de la herencia de Petronila, con la que efectivamente se casó en 1150, o lo hizo con plenos derechos como resultado de una hipotética «donación» del reino que le hizo Ramiro II de Aragón. También es objeto de debate entre los historiadores si podría haberse intitulado «rey de Aragón», y en caso de haber tenido ese derecho por qué no lo hizo.
El otro gran logro de Ramón Berenguer fue la conquista de los territorios de las taifas de Tortosa y de Lérida que constituirán la Cataluña Nueva —tanto Tortosa como Lérida serán colonizadas según lo establecido en sus respectivas cartas pueblas concedidas por Ramón Berenguer y que toman como referencia los Usatges de Barcelona—. En este sentido el historiador Ferran Soldevila lo ha llamado «el plasmador de Cataluña». Por su parte José María Lacarra ha señalado «que la incorporación del principado de Aragón venía a reforzar la autoridad del conde de Barcelona, situándole por encima de los demás condes del país. Bajo el nombre de Cataluña empieza entonces a designarse al extenso territorio que fluctúa en la órbita de los condes de Barcelona». En la contribución de Ramón Berenguer IV a la «plasmación de Cataluña» Ferran Soldevila también ha destacado la convocatoria de una asamblea de Pau i Treva, que reunió a los señores feudales y a obispos y abades, no para tratar exclusivamente los temas propios de este tipo de reuniones sino ad tractandum de comuni utilitate ipsius terrae ('para tratar de la común utilidad de la tierra'), lo que constituye uno de los antecedentes de las futuras Cortes Catalanas —de hecho aparece la fórmula que se utilizará para convocarlas—.
Según su biógrafo más reciente, Josep-David Garrido Valls, «la mayor preocupación de Ramon Berenguer IV fue, sin duda, la ampliación de su patrimonio territorial, y, vale decirlo, tuvo éxito en la empresa. Cuando murió había multiplicado por tres las señorías que le legó su padre. Este afán —digamos— tan lucido en política exterior, quizás esconde alguna sombra en el regimiento directo de las tierras bajo su dominio, consintiendo abusos contra los campesinos. Este es el caso de los hombres de Font-rubí que se quejan al conde, en 1148 o posteriormente, de los abusos de sus castlans: pagos excesivos, confiscación de bienes y castigos corporales».

## Biografía

### Orígenes familiares
Era hijo del conde de Barcelona Ramón Berenguer III, llamado «el Gran», y de la condesa Dulce de Provenza y nieto por línea paterna de Ramón Berenguer II y de Mafalda de Apulia-Calabria. De su infancia y de su adolescencia no se sabe prácticamente nada. Su nombre aparece desde 1117 confirmando, a pesar de ser un niño, actos jurídicos de su padre y en 1128, con quince años cumplidos, firmando ya como conde la donación de un castillo.

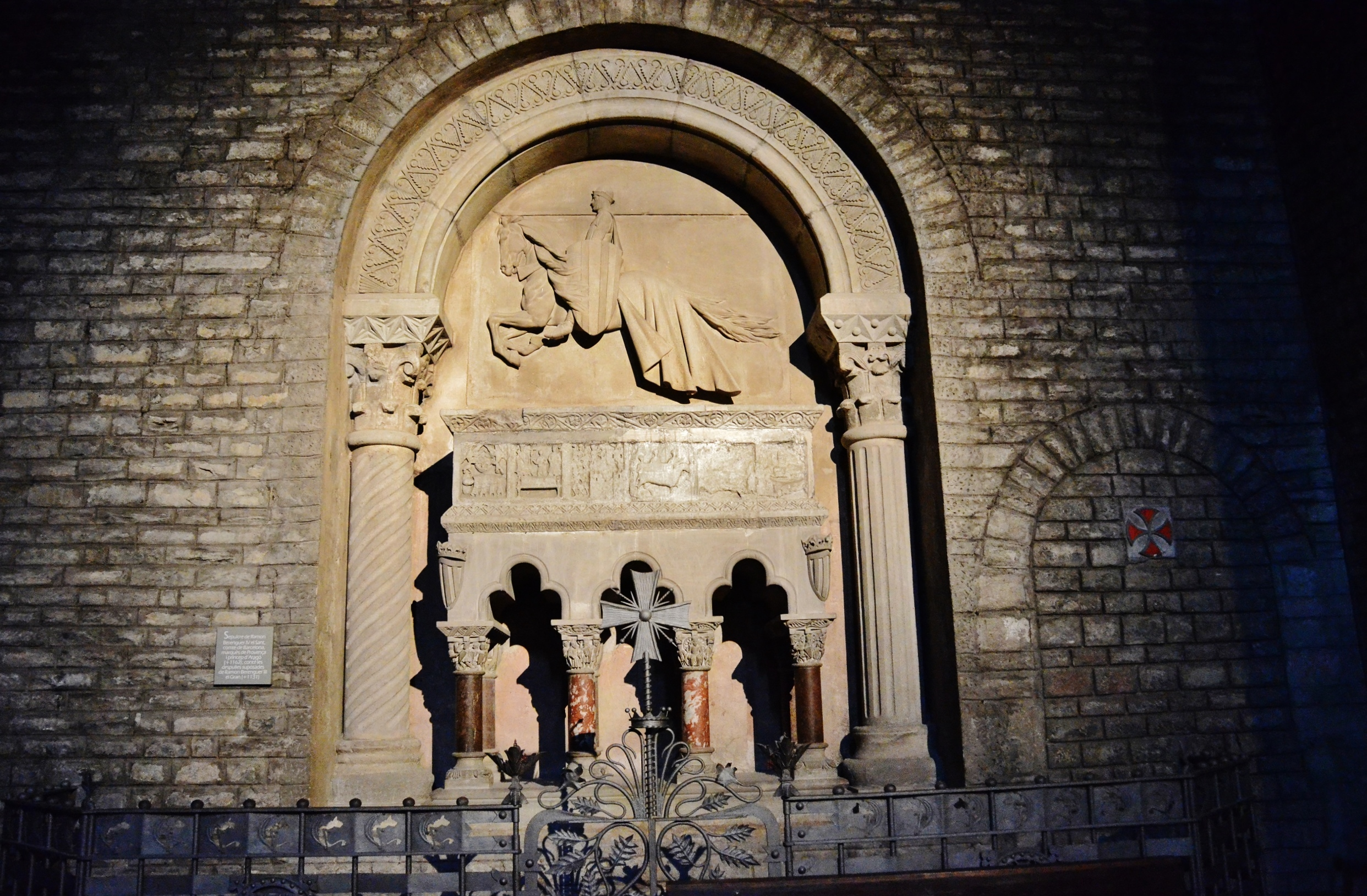
Sepulcro de Ramón Berenguer III, padre de Ramón Berenguer IV, en el Monasterio de Ripoll.

La fidelidad a su linaje de la Casa de Barcelona quedó patente durante toda su vida especialmente cuando se ocupó en engrandecer, sostener y proteger el Monasterio de Ripoll, panteón de los condes de Barcelona, donde estaba enterrado su padre Ramón Berenguer III y también el fundador de la dinastía Guifré el Pilós. De hecho su deseo de ser enterrado en Ripoll ya lo expresó veintiún años antes de morir en un documento fechado en abril de 1141, lo que confirmaría en su testamento sacramental del 4 de agosto de 1162, dictado dos días antes su muerte. Como ha destacado Concepció Peig, «en las fuentes se constata la preocupación por mantener la memoria de sus progenitores en Ripoll, lo que implica cuidar del lugar del panteón condal donde estaban enterrados».
La fundación del Monasterio de Poblet tuvo el mismo propósito. En la donación que hizo al abad de Fontfroide «del lugar que se llama Hort de Poblet» se decía que la hacía para «la salvación del alma de mi padre y de mi madre y para remedio de mi alma». De hecho ese fue el lugar que escogió su hijo Alfonso para ser enterrado y a partir de entonces se convirtió en el Panteón Real de los soberanos de la Corona de Aragón.
Stefano Maria Cingolani ha añadido dos pruebas más de que «Ramon Berenguer IV consideraba más importante el honor familiar de Barcelona que el adquirido de Aragón»: el nombre que escogió para su primogénito (Ramon, que era el suyo propio y el de su padre, el de su abuelo y el de su bisabuelo) y el hecho de que siempre antepuso el título de conde de Barcelona al de princeps de Aragón.

### Primeros años como conde de Barcelona (1130/1131-1137)
En 1131 —o en 1130 según Josep-David Garrido Valls— muere su padre Ramón Berenguer III —su última voluntad fue ingresar en la Orden del Templo de Salomón a la que cedió el castillo de Grañena y murió vistiendo el hábito de la orden— y con diecisiete años recibe el Condado de Barcelona, mientras que su hermano Berenguer Ramón le sucede en el Condado de Provenza. Durante estos primeros años uno de sus consejeros, que ya lo había sido de su padre, fue el obispo de Barcelona y arzobispo de Tarragona Oleguer, que destacaba por sus virtudes (sería canonizado) y por sus dotes políticas.
Cuando Ramón Berenguer sucede a su padre Cataluña no tenía existencia oficial —de la antigua dependencia de la monarquía francesa solo se mantenía la costumbre administrativa de datar los documentos por los años de reinado de los monarcas franceses—, pero ya se tiene constancia del uso del topónimo Cataluña y del gentilicio catalanes. El primer documento en que se mencionan, concretamente «Catalania» y «catalanensis» (y el adjetivo «catalanicus»: a Ramón Berenguer III se le llama «catalanicus heros»), es en un poema de un autor pisano titulado Liber maiolichinus de gestis pisanorum illustribus escrito hacia 1115-1120 (aunque el uso gentilicio como apellido ya esta documentado unas décadas antes). Además en uno de los Usatges de Barcelona —que precisamente serían compilados por orden de Ramón Berenguer IV— se definía su territorio, que por la costa iría en aquel momento desde el cabo de Creus hasta el puerto de Salou (capite de Crucibus ad portum Salodii), por lo que no solo incluía a los condados de Barcelona y de Gerona, sino también el condado de Ampurias, que tenía su propio conde, vasallo del de Barcelona-Gerona. En el usatge Omne quippe naues se decía que el «príncipe de Barcelona» (Barchinone principis) debía garantizar la seguridad de todo barco que tuviera por destino o saliera de su «principado». El término «principado» para referirse al territorio bajo la autoridad del conde de Barcelona había aparecido por primera vez en el usatge Quoniam per iniquum, aunque el uso del término «príncep» es anterior. Borrel II (947-992) es el primer conde que se intitula como tal (comitatus principis nomine Borrelli), posiblemente para vindicar su potestas suprema frente a las eventuales reclamaciones de derechos sobre los condados catalanes de los reyes de Francia. Y así lo continuaron haciendo sus sucesores. Será a lo largo del siglo XIII, según José María Lacarra, cuando «los territorios sometidos a la autoridad del conde [de Barcelona] tenderán a cristalizar en un Estado unitario con fronteras fijas... Los antiguos condes soberanos del país han quedado reducidos a la condición de simples barones o magnates, y como tales acuden también a la convocatoria de Cortes». A mediados del siglo XIV se producirá finalmente la unión de los dos términos «Principado» y «Cataluña» —en 1350 Pedro el Ceremonioso convoca las Cortes catalanas que se debían reunir en Perpiñán ad utilitatem rei publicae totius sui Cathaloniae Principatus et incolurum ipsius.
El primer acto de gobierno del joven conde del que se tiene constancia documental —lleva fecha del 21 de abril de 1131— fue con motivo de un incidente protagonizado por el veguer de la ciudad de Barcelona Berenguer Ramón de Castellet. Este pretendió apropiarse de un esclavo musulmán de las galeras y Ramón Berenguer IV se lo negó. El asunto acabó en un pleito ante un tribunal presidido por Oleguer, obispo de Barcelona y arzobispo de Tarragona. Finalmente se debió de resolver por un acuerdo entre las partes porque el veguer no fue destituido.
Otro de sus primeros actos de gobierno fue la donación en enero de 1333 del castillo de Barberà de la Conca a los templarios, confirmando así la política iniciada por su padre Ramón Berenguer III de extender la orden del Temple por las tierras fronterizas catalanas. Uno de los testigos que aparece en el documento es Deudat de Tamarit, a quien en julio de 1335 Ramón Berenguer le encarga el cobro de las parias «de España» (que es el nombre que se suele dar en la documentación condal a Al-Ándalus) y a quien el conde le promete dotarlo de la suficiente tierra «ad partes Valencie» ('a las partes de Valencia') cuando sea conquistada, para que pueda mantener a cincuenta caballeros, además de concederle la décima parte de todo el dinero que recaude del gobernador almorávide de Balansiya (Valencia), quien desde la conquista de Zaragoza en 1118 por el rey de Aragón Alfonso I de Aragón gobernaba la Marca Superior andalusí, que incluía Tortosa y Lérida, también ambicionadas por «el Batallador» —de hecho, el pago de la paria era a cambio de la protección del conde de Barcelona frente al rey aragonés—. El pacto y la reacción de Alfonso el Batallador lo recoge la crónica árabe Nazm al-juman de Ibn al-Qattan:

Cuando el hijo de Ramiro [Alfonso I de Aragón] se apoderó de la Frontera Superior, al ver a al-Barxiluni [el barcelonés: Ramon Berenguer IV], que ocupaba una posición semejante en aquella marca, quiso conquistar Lérida, Fraga y otros lugares. Lo vieron los almorávides [a Ramon Berenguer IV] y, temerosos de ser atacados por él, hicieron las paces por doce mil dinares, que le entregarían cada año a cambio de la seguridad de la frontera vecina a él, con lo que se liberaban de tener dos guerras al mismo tiempo. Hicieron este pacto por mandato de [el emir almorávide] Alí ibn Yúsuf. Este acuerdo no pasó desapercibido al hijo de Ramiro [Alfonso I de Aragón], que se irritó y se indignó. Juró con los más graves juramentos que atacaría al país por el cual pagaban parias a al-Barxiluni.

### Unión dinástica con el reino de Aragón
Según Percy E. Schramm, a pesar de las diferencias que los separaban, «las ventajas de la unión eran demasiado evidentes para los dos Estados: los catalanes salvaban el peligro de que los castellanos se acercaran a sus fronteras occidentales y ganaban así un vasto hinterland o traspaís con una nobleza guerrera y un campesinado deseoso de ganar terreno; y los aragoneses, por su parte, tenían salida al mar... Hasta muy adentro de las tierras de los infieles se respetaba ahora al señor de Aragón y Barcelona de manera muy diferente de como se había considerado a sus predecesores de los dos países».
Por su parte, Jordi Ventura ha señalado que «un Aragón encajonado dentro de la depresión ibérica, privado de Navarra y amenazado por los castellanos, podía difícilmente sobrevivir. Le hacía falta un respiradero, y solo se lo podían dar los catalanes. Esto es cierto. Pero, del lado catalán, las ventajas eran bastante más impresionantes. Había, en primer lugar, la cuestión del prestigio. El conde de Barcelona no era rey... Si se casaba con la hija del rey Ramiro, su primogénito sería rey, título que podría hacer flamear, a Levante y a Poniente, frente a sus enemigos. En segundo lugar, depositario de los derechos aragoneses, el conde de Barcelona vería su política transpirenaica, acantonada a la vertiente oriental de la cordillera, ensanchada hasta la costa atlántica... Y, finalmente, desaparecería la rivalidad en las reconquistas entre aragoneses y catalanes, que convergerían en Lérida y en Tortosa. Es más: sería posible establecer una dirección única en aquellas luchas y emplear unidas las fuerzas en un esfuerzo final coronado por el éxito».

#### Crisis sucesoria en el reino de Aragón (1134-1137)
A principios de septiembre de 1134 moría sin descendencia el rey de Aragón y de Pamplona Alfonso el Batallador y en su testamento cedía sus reinos a partes iguales al Santo Sepulcro, al Hospital de San Juan Bautista de Jerusalén y al Templo de Jerusalén, no a las órdenes que los regentaban. Solo en el suplemento se las mencionaba: la Orden del Santo Sepulcro de Jerusalén, la Orden del Hospital de San Juan Bautista de Jerusalén y la Orden del Templo. Ante este hecho insólito que era contrario a la tradición y que no tenía precedentes, los estamentos del Reino de Pamplona (unido a Aragón desde 1076), proclamaron rey a García Ramírez (bisnieto por línea bastarda de García Sánchez III de Pamplona) y se separaron definitivamente de Aragón —por este motivo García Ramírez será llamado el Restaurador—. En este contexto los nobles aragoneses tampoco aceptaron el testamento y reunidos en Jaca proclamaron rey a Ramiro, hermano del monarca difunto, un monje que acababa de ser nombrado obispo de Roda-Barbastro —más adelante declararía que había aceptado la sucesión de su hermano por el bien del pueblo y por la paz de la Iglesia (sola populi necesitate et ecclesiae tranquilitate). Por su parte el rey de Castilla y de León Alfonso VII reclamó sus derechos al trono de Aragón, como hijastro de Alfonso el Batallador (era hijo de Urraca I con quien estuvo casado Alfonso hasta que su matrimonio fue declarado nulo) y tataranieto de Sancho III el Mayor. La grave crisis sucesoria se complicó aún más cuando el papa Inocencio II reclamó el cumplimiento del testamento del Batallador y negó el reconocimiento como rey a Ramiro.
El rey castellanoleonés Alfonso VII dejó claras sus intenciones cuando en diciembre de 1134 penetró con una expedición en Zaragoza y en sus diplomas comenzó a incluir el título de «rey de Zaragoza» (del Regnum Cesaragustanum). Según José María Lacarra, debido a la crisis política que se estaba viviendo en Aragón provocada por «la imposibilidad de cumplir el extraño testamento del monarca [Alfonso el Batallador]» Alfonso VII es recibido en Zaragoza «como libertador».
A principios de 1135 Ramiro, que a su condición de eclesiástico se une la circunstancia de que está en la cincuentena y no tiene ningún hijo que lo pueda suceder, intentó una solución que mantuviera la unión de los reinos de Aragón y de Pamplona: el «ahijamiento» de García Ramírez. Según el acuerdo firmado en Vadoluengo Ramiro se convertía en «padre» de García y mantenía el «principado» sobre los dos reinos —durante un breve tiempo se intitulará «rey de los aragoneses y de los pamploneses»— mientras que García Ramírez se convertía en su «hijo» y asumía el gobierno de la guerra. Y cuando muriera el «padre», el «hijo» lo sucedería en el conjunto de los dos reinos. Pero el acuerdo fracasa por la intervención de Alfonso VII —a quien se había dejado al margen— que en mayo consigue que García Ramírez le preste vasallaje a cambio de la tenencia del Regnum Cesaragustanum.
Varios meses después Ramiro tuvo que hacer frente a una conjura nobiliaria para destronarle (en favor de García Ramírez, ahora aliado de Alfonso VII), pero, tras refugiarse en octubre de 1135 en Besalú (cabeza del condado del mismo nombre anexionado al condado de Barcelona por Ramón Berenguer III), logró desbaratarla («Leyenda de la Campana de Huesca») para lo que contó con el apoyo de Ramón Berenguer IV (con el que se había entrevistado durante su estancia en Besalú). Para asegurar su posición Ramiro —fracasado el «ahijamiento» de García Ramírez— renunció a su condición de eclesiástico para poder casarse con Inés de Poitou y tener un descendiente que heredara el trono («tomé esposa no por deseo de la carne, sino por la restauración de la sangre y de la estirpe», declaró en noviembre de 1137). La boda se celebró en Jaca el 13 de noviembre de 1135 y el 11 de agosto del año siguiente nacía una niña, Petronila. Al no ser un varón Ramiro tuvo que planear rápidamente su futuro matrimonio, eligiendo entre la dinastía castellano-leonesa o la barcelonesa.
Pocos días después de que hubiera nacido Petronila Ramiro se entrevistó en Alagón con Alfonso VII, quien le convenció para que le rindiera vasallaje por el «Regnum Caesaraugustanum» y a cambio le restituyó la ciudad de Zaragoza (aunque manteniendo la soberanía sobre ella) y la parte oriental del «Regnum», aunque se reservó la parte occidental fronteriza con Castilla, que abarcaba Calatayud, Alagón y Soria. En esa reunión se habló también del futuro de Petronila y de su posible matrimonio con el heredero castellano-leonés Sancho. «La idea de Alfonso era que Petronila fuese educada en la corte castellana y se prometiese más tarde con su heredero», ha señalado Percy Ernst Schramm. Según Jerónimo Zurita, citado por Josep-David Garrido Valls, Alfonso VII tomó a la niña Petronila (a la que rebautizó Urraca, el nombre de su madre) como garantía del pacto. La madre de Petronila Inés de Poitou volvió a Poitiers y acabó ingresando en la abadía de Fontevraud.

#### Donación por Ramiro II de su hija Petronila y del reino de Aragón a Ramón Berenguer (1137)
Véase también la sección: ¿Las «capitulaciones matrimoniales» pactadas por Ramiro II y Ramón Berenguer IV en 1137 fueron un «casamiento en casa»?

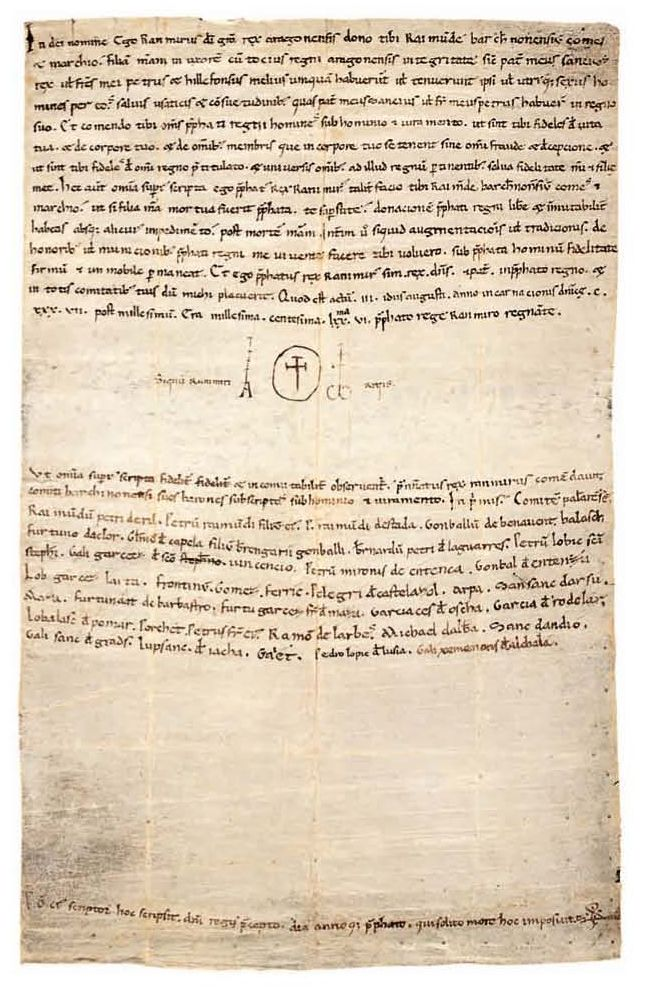
Donación del reino de Aragón y de Petronila a Ramon Berenguer IV por Ramiro. Documento fechado en Barbastro en 1137.

Frente a la candidatura de Sancho, heredero de Alfonso VII, una parte de la nobleza aragonesa y el propio rey Ramiro II apoyaron la opción del conde de Barcelona Ramón Berenguer IV. Según el acuerdo firmado en Barbastro el 11 de agosto de 1137 —«una declaración documental que por su poca habilidad no hace ningún favor a la cancillería aragonesa», según Percy Ernst Schramm, aunque quien la redactó fue el secretario de Ramón Berenguer, Ponç d'Osor—  el rey Ramiro «donaba» su «hija por mujer, con todo el reino aragonés íntegro» (tocius regni Aragonensis integritate) a Ramón Berenguer y le encomendaba a «todos los hombres del reino bajo homenaje y juramento, para que te sean fieles toda tu vida... y por todas las cosas que les pertenecen, salvada la fidelidad hacia mí y a mi hija». Ramiro decía también «que si mi hija muriese, y tu sobrevivieses, tengas la donación del predicho reino libre e inmutable, sin ningún impedimento después de mi muerte». Terminaba diciendo «que yo, el predicho rey Ramiro, sea rey, señor y padre en el predicho reino y en todos tus condados [rex, dominus et pater in prephato regno et in totis comitatibus tuis] mientras a mi me plazca». Según el historiador alemán Percy Ernst Schramm, «la relación que nacía así entre Ramon Berenguer y los aragoneses quedaba sujeta a las condiciones consuetudinarias del juramento de fidelidad». De hecho los nobles presentes en Barbastro juraron fidelidad a Ramón Berenguer y después lo harían los del resto del reino y los habitantes de las ciudades —los de Huesca lo hicieron uno por uno ante el altar de su iglesia—. A partir de entonces Ramón Berenguer ostentaría el título de princeps de Aragón, al que en ocasiones añadiría el de dominador de Aragón.

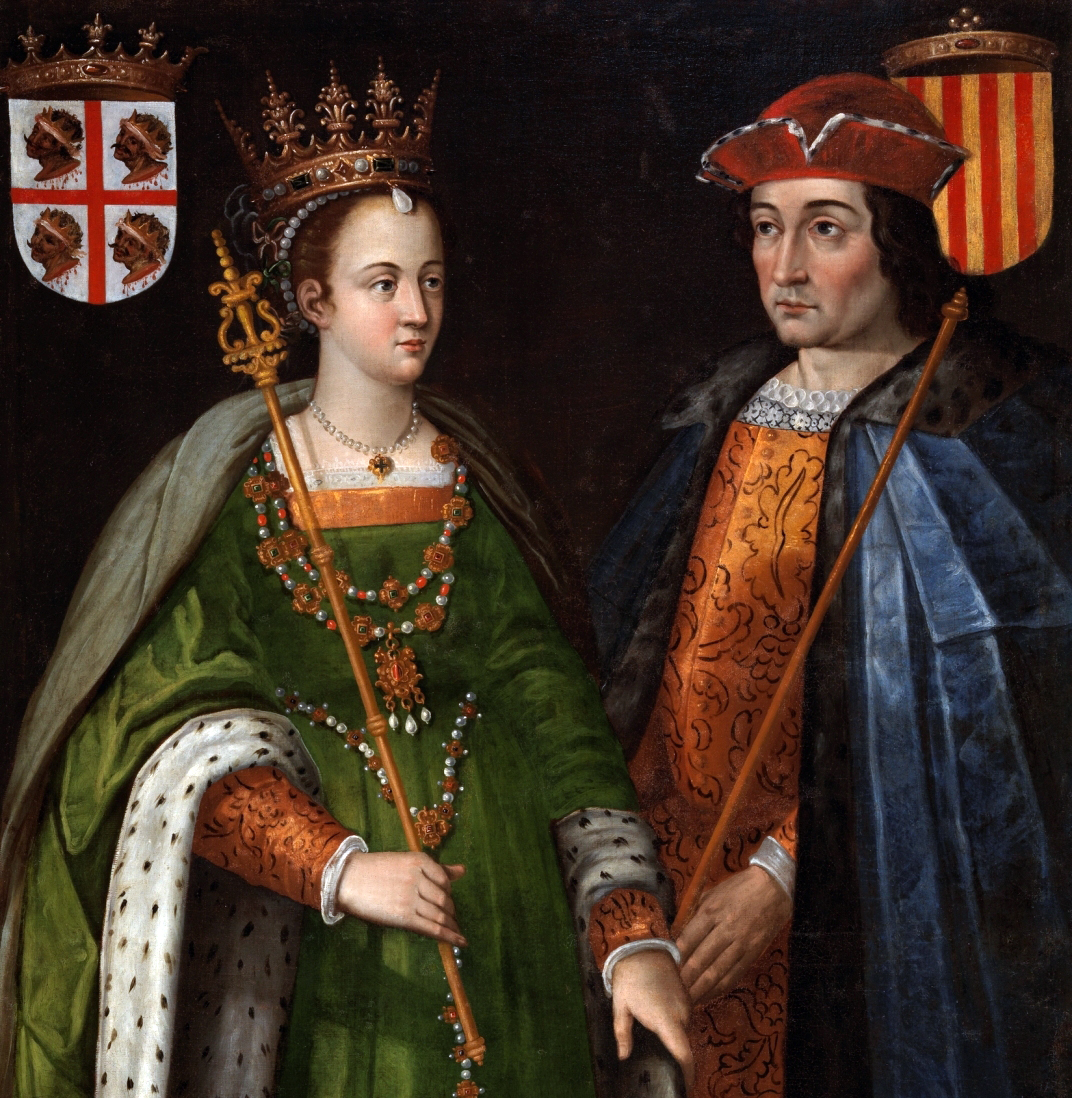
Supuestos retratos de Ramon Berenguer IV y de Petronila. Es una copia de 1634 del original pintado por Felipe Ariosto en 1586 que formaba parte de la Colección de retratos de los reyes de Aragón encargada por la Diputación General de Aragón.

Tras dejar Barbastro, Ramiro II y Ramón Berenguer IV comenzaron a recorrer el reino de Aragón y al parecer surgieron algunas discrepancias entre ellos al hacer Ramiro II algunas concesiones a terceros sin conocimiento del conde. Así que el 27 de agosto, dos semanas después de la de Barbastro, Ramiro firmaba en Ayerbe una nueva «donación» en la que tras confirmar la de su hija, el honor regio y sus hombres en homenaje, declaraba nula toda concesión hecha por él a otros y prometía a Ramón Berenguer que no haría ninguna más sin su consentimiento.
Tres meses después, el 13 de noviembre, Ramiro II, ansioso por volver a la vida monástica, culminó el traspaso de poderes  ratificando nuevamente la donación de su hija con todo el reino y su honor a Ramón Berenguer y declaró «por libre voluntad» que a partir de aquel momento todos sus vasallos (homines), tanto los milites (nobles) como los clerici (clero) y los pedites (pueblo llano), tenían que obedecerle como a su rey (tanquam regi). Y para que no hubiera duda le donó todo lo que se había reservado en el documento de Barbastro. Eso y lo que le había donado antes lo había de tener Ramón Berenguer ad servicium meum et fidelitatem (sin mencionar en esta ocasión a su hija Petronila).  El historiador alemán Percy Ernst Schramm ha destacado la última última frase del documento (Supradicta omnia illi dono et firmiter laudo sicut melius unquam habuit frater meus Andefonsus et habeat ea omnia ad fidelitatem meam omni tempore: 'Todo esto a él doy y firmemente ratifico como mejor lo tuvo mi hermano Alfonso, y tenga todas estas cosas guardándome a mi fidelidad siempre') que considera que si la misma fue añadida personalmente por Ramiro II «se tiene que considerar como el documento de abdicación más antiguo hecho por propia mano de un soberano de Occidente». Ya en 1836 Próspero de Bofarull había considerado el documento como «la abdicación absoluta de la corona y reino á favor del Conde». Tras la que sería conocida como la «renuncia de Zaragoza», Ramiro II se retiró al monasterio de San Pedro el Viejo de Huesca, manteniendo la dignidad real.  «Allí vivió todavía diez años sin volver a intervenir en el curso de los acontecimientos». A partir de entonces Ramón Berenguer incluyó en sus documentos la fórmula regnante comes Barchinona in Aragon.
El historiador alemán Percy Ernst Schramm se ha preguntado «¿Qué habría pasado si Ramiro, el rey-monje, no hubiera tenido a su lado a un hombre de la talla de Ramon Berenguer?». Y él mismo se ha contestado: «en el caso de Aragón se puede decir que difícilmente habría sido posible eliminar el testamento del Batallador y que —fuese como fuese como se llevara su cumplimiento— necesariamente la balanza de poder se habría decantado por el lado de Castilla». Por su parte, José María Lacarra ha destacado el hecho de que «la crisis política, tras complicados incidentes, pudo solucionarse salvando la personalidad e independencia de Aragón y asegurando para el reino las conquistas llevadas a cabo por el Batallador».

#### Acuerdo con el rey castellanoleonés Alfonso VII (1138-1140)

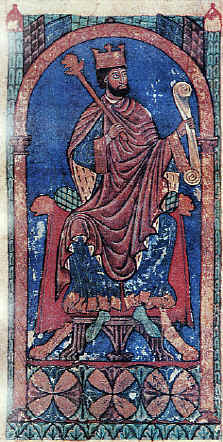
Miniatura que representa al rey castellano-leonés Alfonso VII coronado como Imperator totius Hispaniae.

Tras la abdicación de Ramiro II, la primera y principal preocupación de Ramón Berenguer fue mantener buenas relaciones con el rey castellanoleonés Alfonso VII, autoproclamado Imperator totius Hispaniae y que era su cuñado. Sin embargo, antes de reunirse con él tuvo que ir a Cataluña para someter al conde de Empúries Ponç Hug I, vasallo suyo, que había desafiado su autoridad. En marzo de 1138 le obligó a renovar su juramento de fidelidad y a firmar una «pax et concordia», lo que además le sirvió para reafirmar la autoridad del conde de Barcelona sobre Cataluña. «Señor de Barcelona, Gerona, Osona, Besalú y la Cerdaña, Ramon Berenguer IV, con el sometimiento feudal definitivo del conde de Ampurias, unió una pieza más al incipiente principado de los condes de Barcelona, a capite de Crucibus usque ad portum Salodii ('del cabo de Creus hasta el puerto de Salou')... Así, durante el reinado de Ramon Berenguer IV, en la Cataluña oriental solo quedó sin sujeción al "príncipe" barcelonés el Rosellón», ha señalado Josep-David Garrido Valls. En mayo ya había vuelto a Aragón, como lo atestigua un documento fechado en el castillo de Monzón en el que hace donación de una pardina (edificio en ruinas) en Barbastro al judío Zecri. Es el primer documento en el que se intitula princebs [sic] aragonensis ('príncipe de los aragoneses'), siempre después de comes barchinonensis ('conde de los barceloneses'), y en el que ya no figura Ramiro II. En el protocolo final se decía: regnante me Dei gracia in Aragone, in Ripagorza et in Suprarbe atque in Cesaragusta sive in Barchinona ('reinante yo por la gracia de Dios en Aragón, en Ribagorza y en Sobrarbe y en Zaragoza y también en Barcelona'). Es, pues, «la primera vez que ejerce como soberano del reino sin la presencia de Ramiro II», ha destacado Garrido Valls.
La entrevista con Alfonso VII tuvo lugar en febrero de 1140 en Carrión de los Condes, pero se discute si existió un encuentro previo en 1138 en un lugar que se desconoce en el que Ramón Berenguer le habría prestado homenaje por el Regnum Caesaraugustanum, renovando de esta forma el que le había hecho Ramiro II dos años antes (en los documentos de Alfonso VII será mencionado como vasalli imperatoris, «vasallo del emperador», aunque en realidad no lo era por todo el reino de Aragón sino sólo por el Regnum Caesaraugustum, es decir, por el territorio conquistado por Alfonso I el Batallador). Pero al prestar homenaje por todo el Regnum Caesaraugustum recuperó los territorios occidentales que Ramiro II había tenido que ceder, por lo que la frontera con Castilla quedó fijada en la línea Tarazona-Calatayud (que todavía continúa actualmente). Según Ferran Soldevila, el reconocimiento vasallático de Alfonso VII como su señor fue la condición que le impuso el rey castellano-leonés para cederle las ciudades por él ocupadas, con Zaragoza al frente. 
Sin embargo, documentalmente solo consta una entrevista entre Alfonso VII y Ramón Berenguer —la de Carrión de los Condes de febrero de 1140— por lo que habría sido entonces cuando el conde-príncipe le habría prestado homenaje por el Regnum Caesaraugustum, resolviendo así el contencioso. De lo que no existe ninguna duda es de que allí se firmó el tratado de Carrión por el que ambos soberanos acordaron apoderarse del reino de Pamplona de García Ramírez. Se desconoce si trataron sobre el destino de Petronila —Urraca—, que seguía en la corte castellana, ¿con el consentimiento de Ramón Berenguer IV porque allí se encontraba su hermana Berenguela, casada con Alfonso VII?, se pregunta Josep-David Garrido Valls.
Lo que sí se sabe es que el proyectado reparto del reino de Pamplona no llegó a realizarse porque en el otoño de ese mismo año de 1140 Alfonso VII firmó paces con García Ramírez y prometió a su hijo primogénito, el infante Sancho, con la infanta Blanca, hija del rey pamplonés. El pacto fue confirmado en 1144 por el matrimonio de García Ramírez, cuya primera esposa había fallecido en 1141, con Urraca, hija bastarda de Alfonso VII. La paz alcanzada con Alfonso VII le permitió a García Ramírez centrarse en las incursiones en el reino de Aragón, lo que acabará obligando a Ramón Berenguer IV a llegar a un acuerdo de paz con García Ramírez en julio de 1149, que supone el reconocimiento de la independencia del reino de Pamplona, y la devolución de los castillos aragoneses que García Ramírez había ocupado y del único pamplonés que Ramón Berenguer había tomado. El pacto incluye el compromiso matrimonial de Ramón Berenguer con la infanta Blanca, enlace que nunca llegaría a celebrarse —Ramón Berenguer se casaría al año siguiente con Petronila; y Blanca con Sancho de Castilla—. Lo cierto es que el matrimonio no era una condición imprescindible para que «la amistad y la concordia permanezcan firmes e indisolubles a perpetuidad» (amicicia et concordia firma maneat et indissoluble in perpetuum) y que el acuerdo no fue nunca ratificado por los dos monarcas —ni siquiera fue firmado por ninguno de los cinco negociadores, a pesar de haber un espacio para hacerlo; «solo» lo juran—. De hecho ninguna de las cláusulas del acuerdo se acabó cumpliendo —el intercambio de castillos tampoco se produjo— excepto la pacificación de la frontera ese año y el siguiente.

#### Liquidación del testamento de Alfonso el Batallador: la cesión de los derechos de las órdenes militares (1140-1143)
Tras la «donación» del rey Ramiro a Ramón Berenguer, quedaba pendiente la cuestión de los derechos sobre Aragón estipulados en el testamento del rey Alfonso I de Aragón, quien había dado el reino a las órdenes del Santo Sepulcro, los caballeros Templarios y los Hospitalarios y que el papa Inocencio II insistía en que se cumpliera. La iniciativa, sin embargo, no la tomó este sino el patriarca de Jerusalén, de quien dependían las tres órdenes jerosolimitanas. Envió a Raymond du Puy, Gran Maestre de la Orden de los Hospitalarios, para que negociara con Ramón Berenguer el cumplimiento del testamento. Llegaron a un acuerdo el 16 de septiembre de 1140,  «un tratado que por su precisión y finura diplomática hace honor a ambas partes», según Percy Ernst Schramm.

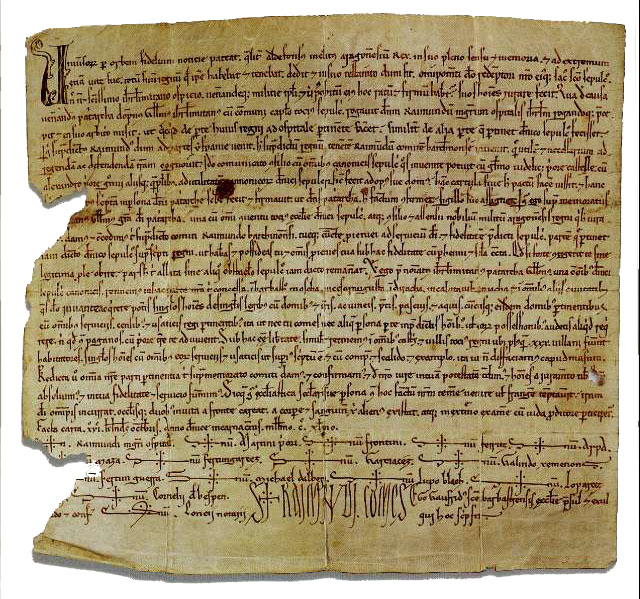
Donación del reino de Aragón a Ramon Berenguer IV por las órdenes de los hospitalarios y del Santo Sepulcro.

El acuerdo, en el que no había ninguna referencia ni a Petronila ni a Ramiro II, constaba de dos documentos casi idénticos, uno que Raymond firmó en nombre de los hospitalarios, y otro un borrador que debería firmar el patriarca de Jerusalén en nombre de los caballeros del Santo Sepulcro (lo que hizo casi un año después, en agosto de 1141, junto con el prior de la Orden del Santo Sepulcro). El acuerdo se basaba en una «ficción jurídica» según la cual el testamento se había cumplido, pero Raymond, al hacerse cargo de los dos tercios de la herencia que le correspondían a sus representados, había considerado que el conde de Barcelona (venerande Barchinonensium comes) era «el más útil y necesario para la administración y defensa del país» y por eso le había confiado esos dos tercios. Que Raymond no se proponía obtener una soberanía se desprende claramente de la forma como se estableció la concesión de lo que, según el testamento, pertenecía a las órdenes: «Te lo concedemos de nuestro derecho a tu poder, desligamos a los vasallos del juramento que nos han prestado y te los cedemos en fidelidad y servicio». Como ha señalado Schramm, Ramón Berenguer aceptó esta «ficción legal», «que para la Iglesia representaba una cuestión de prestigio importante», porque «en la práctica no le hacía perder nada: lo mismo a través del rey-monje que, más tarde, a través de la concesión de Raymond, él era y sería el dueño de Aragón», y le «ayudó a legitimar ulteriormente un reinado que a ojos de la Iglesia era ilegal». Además, el segundo documento —firmado por el patriarca de Jerusalén y el prior de la Orden del Santo Sepulcro en agosto de 1141— contenía una frase que no existía en el primero, según la cual el patriarca le otorgaba al conde Ramón Berenguer plenos poderes para aceptar la dignidad real y utilizar a partir de entonces el título de rey (lo que acababa de hacer por iniciativa propia el conde Alfonso Henríquez al proclamarse rey de Portugal, aunque de momento nadie lo había reconocido como tal).
El acuerdo con la Orden del Templo se alcanzó en noviembre de 1143. Esta vez fue el conde el que presentó un documento en el que no se mencionaba el testamento del Batallador sino que las concesiones que hacía Ramón Berenguer parecían estar otorgadas por su propia iniciativa y eran tan importantes que los templarios no podrían rechazar la oferta. A cambio de renunciar al tercio que les correspondía del reino de Aragón —algo imposible de conseguir en la práctica tras el acuerdo alcanzado con las otras dos órdenes— Ramón Berenguer les ofrecía además de bienes alodiales, el diezmo de todo el reino y otros derechos, una quinta parte de las futuras conquistas. En el documento se resaltó la presencia del legado pontificio Guido (¿Guido de Crema?) con lo que se hacía patente la conformidad de facto de la curia romana, desapareciendo así el antiguo desacuerdo con el Papado a causa del incumplimiento del testamento de Alfonso el Batallador (sin embargo, el reconocimiento de iure como sucesor inmediato de Alfonso el Batallador no llegaría hasta quince años más tarde, en 1158, cuando el papa Adriano IV dio validez definitivamente a los tres convenios de Ramón Berenguer con las tres órdenes militares, pero sin mencionar a Ramiro II —no importaba que ya hubiera muerto— ni su abdicación del trono en favor del conde de Barcelona; se mantenía, pues, la ficción jurídica de que Ramón Berenguer había recibido el gobierno supremo de Aragón de manos de los herederos de Alfonso el Batallador, es decir, las tres Órdenes militares jerosolimitanas). Por otro lado, que Ramón Berenguer hiciera más concesiones a los templarios que a las otras dos órdenes militares jerosolimitanas se debió fundamentalmente a su adhesión personal a la Orden del Templo, siguiendo el ejemplo de su padre que llegó a ser miembro de ella y fue enterrado con su hábito, como se subraya en el propio documento. Otro aspecto destacado del acuerdo es que Ramón Berenguer no se titula Princeps, sino Dei gratia regni dominator Aragonensis (el término dominator es el nombre que se da a los soberanos en el Antiguo Testamento y en la Antigüedad clásica, y en los siglos XI y XII es utilizado, por ejemplo, por el rey de León).

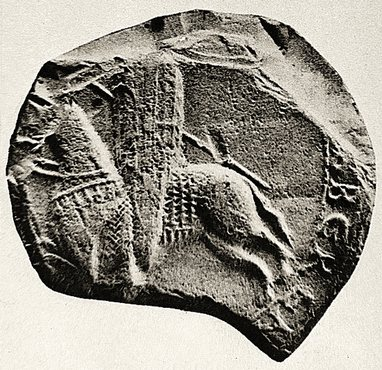
Anverso del sello de Ramon Berenguer en el que se hace representar como conde de Barcelona; en el reverso también a caballo como princeps de Aragón. En el escudo aparece la primera representación de los cuatro palos heráldicos de los soberanos de la Corona de Aragón, unión dinástica del condado de Barcelona (a partir del Principado de Cataluña) y el reino de Aragón. Su forma arcaica se demuestra porque sobre el escudo palado se encuentra el carbúnculo, refuerzo del escudo consistente en láminas metálicas convergentes dispuestas en forma de aspa y orientadas hacia los flancos.

Según Antonio Ubieto Arteta, las órdenes militares, en un periodo en que tenían problemas económicos, vieron la ocasión de obtener ciertas prebendas y establecimientos en los territorios de Aragón y Cataluña a cambio de zanjar la cuestión testamentaria de Alfonso I. Por su parte, José Luis Villacañas ha señalado que el problema radicaba en que el Papa Inocencio II no estaba dispuesto a que el testamento del Batallador fuese ignorado. Así pues, no reconoció ni el matrimonio de Ramiro ni la legitimidad de Petronila. En cambio, estaba interesado en un equilibrio de poderes en tierras hispánicas, por lo que no iba a propiciar los afanes imperiales de Alfonso VII de León respaldando sus derechos. Por ello, favoreció que la renuncia de las órdenes militares a la herencia se hiciera directamente en favor del conde de Barcelona. Así, Ramón Berenguer encontró la manera de unir el derecho transferido por la Iglesia con el transferido por el rey de Aragón.
Con esta última valoración de Villacañas coincide Josep-David Garrido Valls cuando afirma que «Ramon Berenguer IV se convirtió en soberano de Aragón para la vía legitimista dinástica, como sucesor de Ramiro II, y por la derivada del testamento del Batallador, con la consecución de los derechos de las órdenes jerosolimitanas». Pero añade: «Con estos documentos en la mano, el conde de Barcelona podía incluso renunciar a casarse con la infanta Petronila y continuar gobernando Aragón».

#### Matrimonio con Petronila (1150)
La boda con Petronila tuvo lugar en Lérida, recién conquistada, en el otoño de 1150 —se desconoce la fecha exacta del enlace—, tras cumplir esta los catorce años edad (Ramón Berenguer tenía entonces treinta y siete años). Sin embargo, el año anterior pareció que no llegaría a realizarse el enlace porque los representantes de Ramón Berenguer firmaron en Pamplona el 1 de julio un documento por el que este se comprometía a casarse con Blanca, la hija mayor de rey de Pamplona García VI, antes del 29 de septiembre de 1150. Según Percy Ernst Schramm, «es evidente que se trataba de un programa que partía de la parte contraria, ya que procuraba evitar la unión de Aragón y Barcelona y dirigía su punta contra Castilla. Ramon Berenguer no se dejó engañar —o sólo lo hizo en apariencia—; quizás esto le pareció oportuno momentáneamente frente a Alfonso VII para hacerle ver que Ramon Berenguer no dependía exclusivamente de él». Una interpretación parecida ya la propuso Próspero de Bofarull en 1836 cuando en sus Los condes de Barcelona vindicados escribió que «el rey de Navarra D. García» «intentó estorbar esta dichosa unión durante la menor edad de la Princesa [Petronila] arrancando a nuestro Conde la promesa de casarse con su hija Dª Blanca como lo justifica el convenio que celebraron ambos el dia [sic] 1º de julio de 1149». Según Bofarull Ramón Berenguer aceptó «sin duda por hallarse agriado el Conde con el Emperador su cuñado [Alfonso VII] por haberse llevado á Castilla á su prometida Dª Petronila, con idea de casarla con su hijo D. Sancho el Deseado».
La interpretación de que el acuerdo del 1 de julio de 1149 respondía a «la intención de García VI de dinamitar la unión catalanoaragonesa» no es compartida por Josep-David Garrido Valls porque «entonces en Aragón nadie cuestionaba la donación de Ramiro II, ya fallecido, ni dudaba de la autoridad de Ramon Berenguer IV sobre el reino, tanto si se casaba con Petronila como si no. Eso lo comprendió enseguida el castellanoleonés Alfonso VII cuando le llegó la noticia del entendimiento entre García VI y el conde catalán. En definitiva, ¿de qué le servía Petronila [que seguía retenida en su corte] sin reino para reivindicar? Y, además, había el riesgo de una alianza de navarros y catalanoaragoneses que tarde o temprano se podía girar contra Castilla. La jugada diplomática de Ramon Berenguer IV era arriesgada y tal vez la realizó de espaldas de los aragoneses (los embajadores enviados a Pamplona eran catalanes), pero no por eso era descabellada. Al menos, obligó a Alfonso VII a deshacerse de la hija de Ramiro II y a pensar qué tenía que hacer para reconducir las relaciones con Navarra: Blanca de Navarra había de ser la esposa de su primogénito Sancho. Desconocemos cuando, finalmente, Alfonso VII entregó a Petronila (Urraca en Castilla) a Ramon Berenguer IV... Llegado el 29 de septiembre de 1150 sin boda, ambos gobernantes [García VI y Ramon Berenguer] tuvieron las manos libres para pactar nuevos contratos matrimoniales...». «Tal vez —es una posibilidad— la propuesta de matrimonio con la hija de García VI tenía como objetivo forzar la devolución de la princesa aragonesa. Si fuera así, Alfonso VII, efectivamente, picó el anzuelo», advierte finalmente Garrido Valls.
Por su parte Carles Vela Aulesa se ha preguntado si los súbditos aragoneses de Ramón Berenguer habrían estado «dispuestos a aceptar un acuerdo que incluye rechazar a la princesa que tanto les había costado conseguir» y si la posición de Ramón Bereguer, tras los acuerdos alcanzados con las órdenes, era lo suficientemente sólida como «para rehuir los compromisos alcanzados con Ramiro». Vela Aulesa considera significativo que el acuerdo no fuera ratificado por ninguno de los dos soberanos y que ni siquiera fuera firmado por los cinco negociadores, de lo que deduce que «es probable que el acuerdo se mantuviera en secreto. No sólo Ramon Berenguer podía encontrar oposición, también García, ya que el acuerdo rompe el pacto con el Emperador [Alfonso VII] de casar a Blanca con el infante Sancho». Tras repasar las diversas interpretaciones que se han dado al acuerdo —una estratagema de Ramón Berenguer para asegurar la paz con el reino de Pamplona durante su campaña para conquistar Lérida y Fraga; un engaño de García Ramírez para romper la unión entre Aragón y Barcelona; una «provocación» a Alfonso VII para que resolviera los asuntos pendientes con los dos: la «devolución» de Petronila; el matrimonio de Blanca con Sancho—, Vela Aulesa concluye que «es muy difícil conocer qué buscan las dos partes con el acuerdo... El hecho es que, más allá de la pacificación de la frontera —no hay constancia de algaradas fronterizas durante aquel año y el siguiente—, ninguna cláusula es respetada. Al cumplirse el plazo fijado, el 29 de septiembre de 1150, Ramon Berenguer no se ha casado con Blanca... El posible distanciamiento con Alfonso VII tampoco ha tenido lugar, como mínimo por la parte navarra: en junio de 1150 García acude con su hueste a Córdoba para ayudar al Emperador, que asedia la ciudad».
Aunque la donación de 1137 establecía que si Petronila moría antes que Ramón Berenguer este heredaría el reino de Aragón, se quiso disipar cualquier duda y cuando tuvo su primer embarazo (iacens et in partu laborans apud Barchinonam: 'encamada y con dolores de parto en Barcelona') Petronila hizo un testamento en abril de 1152 que preveía todas las posibilidades. En caso de que diera a luz a un varón, le dejaba el regnum Aragonense pero solo lo heredaría después de que su marido muriese, y le reservaba a este el imperio y la donatio. Si el niño moría sin sucesión directa el regnum pasaría a Ramón Berenguer. Sin embargo no hubo necesidad de estas previsiones porque en 1154 (o en 1158) Petronila dio a luz a un niño, al que siguieron dos hijos varones más. El hijo o la hija nacida en 1152 vivió muy poco tiempo.

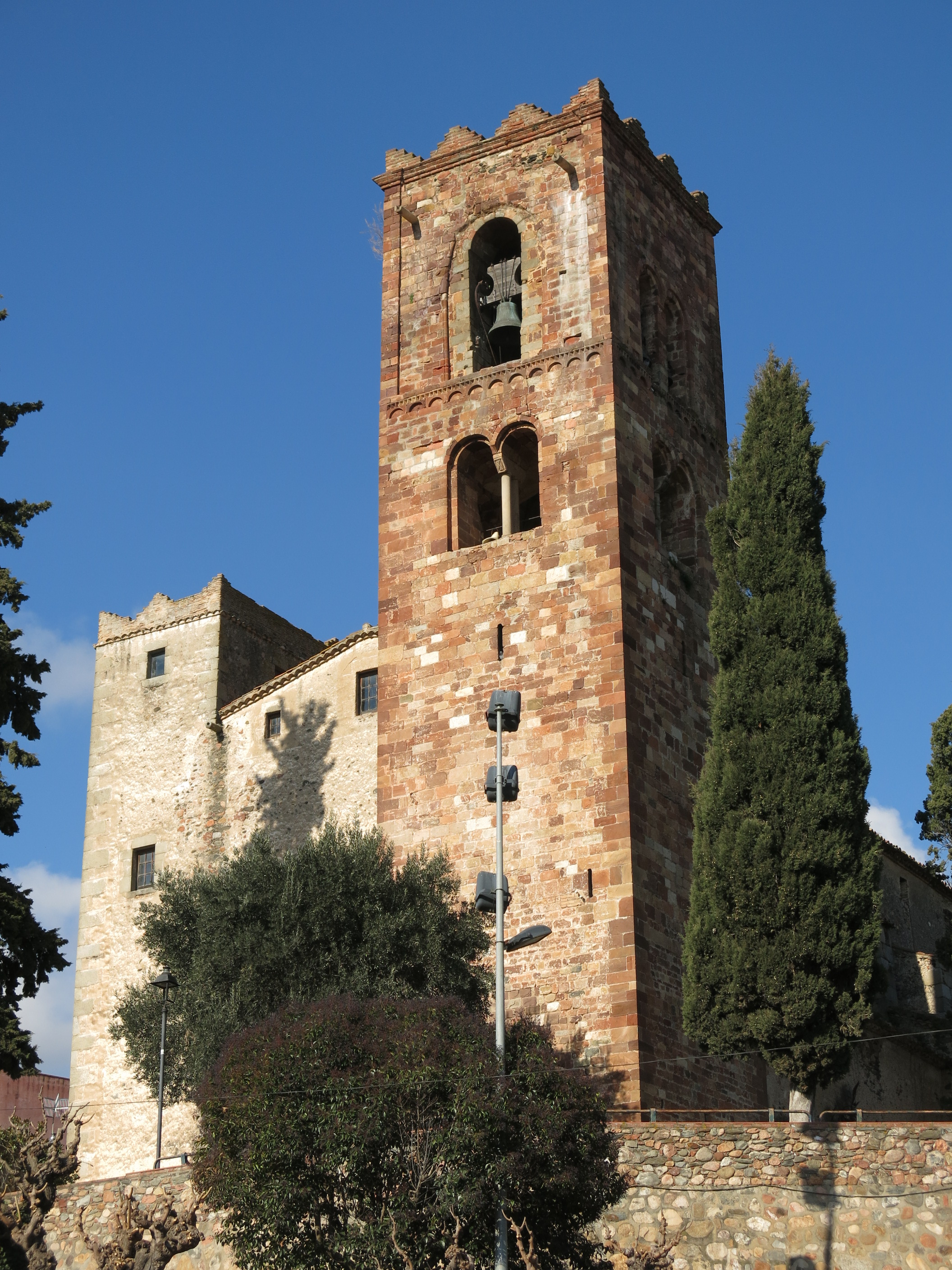
«Torre Roja» situada al lado de la iglesia de San Pedro de Vilamajor y que hace las funciones de campanario. La «Torre Roja» es lo único que queda del palacio condal donde residieron Ramón Berenguer IV y su esposa Petronila.

Ramón Berenguer y Petronila, que tuvieron siete hijos (por lo que Petronila se pasó embarazada la mayor parte de su vida conyugal), residieron con frecuencia en el palacio condal de San Pedro de Vilamajor, situado a unos kilómetros al norte Barcelona, trasladándose Petronila a menudo a la cercana San Celoni. Había sido hecho construir por los condes de Barcelona, Ramón Berenguer y Berenguer Ramón, en el siglo XI. Actualmente del palacio condal solo queda la «Torre Roja», torre de 25 m de altura, situada delante de la iglesia, de la que se cree que fue parte inferior de la torre de homenaje del antiguo castillo-palacio condal. Aquí se crio el futuro rey de Aragón y conde de Barcelona Alfonso II e incluso se creyó que había nacido en este lugar, aunque según el historiador aragonés Antonio Ubieto Arteta seguramente nació en Huesca.
Después de su matrimonio con Ramón Berenguer Petronila se intituló, además de condesa de Barcelona, reina de Aragón y como tal acompañó a su marido en algunas estancias en tierras aragonesas. Sin embargo, según Josep-David Garrido Valls, solo se conoce un único documento firmado por ella, junto a su esposo, con fecha de 1157. Se trata de la donación a la orden de los hospitalarios de los lugares de Remolinos, Sena y Sigena y el castillo de Algava, y cuando se conquisten de Cervera del Maestrat y de Cullera. Al final del documento, junto a la firma de Ramón Berenguer aparece: Signum + Peronelle, aragonenssium regine et comitisse barchinonensis. Este hecho ya lo destacó Próspero de Bofarull en 1836 cuando escribió que Ramón Berenguer «gobernó antes y despues [sic] de su matrimonio sin intervención alguna de Dª Petronila, por más que nunca se tituló sino Príncipe y Dominador de Aragón».
No obstante, recientemente (2024) Anaïs Waag ha encontrado un documento emitido por ella (probablemente en su condición de condesa de Barcelona, pues se trata de una donación a la catedral de Santa María de Tortosa) y seis más en que aparece su firma (signum) tras la de Ramón Berenguer, que es quien los emite (como ocurre con el referido por Josep-David Garrido Valls). Cuatro de estos últimos se refieren a donaciones en el reino de Aragón (en dos ellos se usa la tercera persona [«signum de su esposa, reina de Aragón» y «signum de la señora reina de Aragón y condesa de Barcelona»] lo que probablemente indica que actúa como testigo; pero en los otros dos se utiliza la primera [«Signum Petronila, reina de Aragón, que lo aprueba y confirma»; «Signum Petronila, reina de Aragón y condesa de Barcelona, que lo concede, aprueba y confirma»] lo que indicaría que su validación se considera crucial) y dos en el condado de Barcelona (en ambos aparece su signum). Según Waag, esta nueva documentación demostraría que Petronila ejerció cierto papel político en vida de su esposo.

### Política peninsular
La primera modificación de la frontera con Al-Ándalus, entonces integrado en el norteafricano imperio almorávide, fue obra de las milicias aragonesas que en 1141 tomaron Alcolea de Cinca y Chalamera. Al año siguiente Ramón Berenguer concedió a Daroca unos fueros propios con el fin de convertirla en la «fuerza principal de la frontera contra los moros», como indicó Jerónimo Zurita. Como ha señalado José María Lacarra, «en tiempo de Ramón Berenguer se ocupó la cuenca del río Martín y las tierras del Bajo Aragón» (Alcañiz, la capital bajoaragonesa, sería repoblada en 1157). Según este mismo historiador, «la defensa y repoblación de la frontera plantearían una serie de cuestiones cuya resolución daría lugar a la formación de un grupo humano con una mentalidad nueva y una organización administrativa peculiar. Es la que podríamos llamar la nueva Extremadura aragonesa... A mediados del siglo XII la defensa de la frontera aparece encomendada a Daroca, Belchite, Monforte y Alcañiz».
La recuperación de la iniciativa militar, tras la derrota de Fraga de 1134, se vio favorecida por la creciente debilidad del poder almorávide, que tenía que hacer frente a los almohades que le disputaban el dominio del Magreb, hasta que en marzo de 1147 conquistaron Marrakech, la capital almorávide, y constituyeron su propio imperio almohade. En Al-Ándalus algunos territorios también se rebelaron contra los almorávides constituyendo las llamadas segundas taifas. De hecho entre 1145 y 1147 el poder almorávide desapareció completamente del este de la península, mientras que los almohades cruzaban el estrecho de Gibraltar y enero de 1147 conquistaban Sevilla, dos meses antes de la toma de Marrakech.
La primera gran expedición de Ramón Berenguer contra Al-Ándalus fue su participación en la conquista de Almería campaña a la que acudió en ayuda del rey castellano-leonés Alfonso VII, aunque fue una iniciativa de la República de Génova —apoyada por el papa Eugenio III— que quería apoderarse del puerto principal de la piratería y del corso musulmanes que asolaba el Mediterráneo Occidental —«sede de ladrones marineros, nido de piratas», lo denominaba la crónica de Alfonso VII—. Acudió personalmente con una comitiva y fuerzas terrestres. Almería fue tomada en 17 de octubre de 1147, aunque la conquista castellana no duraría mucho tiempo (en 1157 fue reconquistada por los almohades). La Gesta comitum barchinonensium le atribuyó la iniciativa y toda la gloria de la conquista.

Mapa de los condados catalanes entre 1131, año de la muerte Ramón Berenguer III, y 1149, tras las conquistas de Tortosa y Lérida por Ramón Berenguer IV.

Los logros principales de la política peninsular de Ramón Berenguer fueron las conquistas de Tortosa el 31 de diciembre de 1148 y de Lérida y Fraga el mismo día, el 24 de octubre de 1149 —el rey de Aragón Alfonso I el Batallador había fracaso en su intento de conquistar estas dos ciudades andalusíes; de hecho murió en septiembre de 1134 mes y medio después de su derrota por los almorávides en la batalla de Fraga—. De esta forma Ramón Berenguer aseguraba el paso del Bajo Ebro y el traspaís de Tarragona. La conquista de Tortosa, que según el historiador árabe Al-Idrisi estaba defendida por fuertes murallas y por el castillo de la Suda, no hubiera sido posible sin la intervención de la escuadra genovesa —que Ramón Berenguer había pactado antes de la conquista de Almería, a cambio de la tercera parte de todas las conquistas— ya que impidió que la ciudad recibiera auxilio por ningún lado. Ramón Berenguer también pudo contar con la colaboración de señores occitanos, como Guillermo VI de Montpellier. Y el papa Eugenio III le otorgó el carácter de cruzada por los que intervinieran en la conquista tendrían los mismos privilegios que los que iban a luchar a Tierra Santa. Los términos de la capitulación, como pidieron los vencidos, fueron los mismos que los acordados por el rey aragonés Alfonso I el Batallador para Zaragoza: se preservaban la práctica de su religión, los derechos y las propiedades de los andalusíes que decidieran quedarse —se les daba un plazo de un año para instalarse en los arrabales— pero pocos lo hicieron. En noviembre de 1149 Ramón Berenguer otorgó una carta puebla para los nuevos habitantes cristianos de Tortosa y se proclamó uictor Hispaniae ('vencedor de Hispania').
La toma de Tortosa hizo prácticamente imposible que Lérida y Fraga pudieran recibir ningún tipo de auxilio andalusí. Fueron sitiadas al mismo tiempo a partir de abril de 1149 para evitar que una de ellas ayudara a la otra y capitularon seis meses después el mismo día, el 24 de octubre. A diferencia de Tortosa, en la conquista de Lérida y de Fraga participó un importante contingente aragonés, y tuvieron también un papel destacado las huestes del conde Ermengol VI de Urgel, a quien Ramón Berenguer le había concedido la posesión de Lérida lo que lo convertía en vasallo suyo, así como las de algunos señores occitanos. En la conquista aparecieron por primera vez los temidos almogávares. Poco tiempo después caería Mequinenza y años más tarde Miravet, las montañas de Prades y el castillo de Siurana, últimos reductos de la Marca Superior de Al-Ándalus. De las conquistas de Tortosa, Lérida y Fraga José María Lacarra ha destacado que «con ello se establecía más cómoda comunicación entre Barcelona y Aragón, que favorecería la más estrecha unión entre los distintos territorios que obedecían al mismo príncipe».

Representación del escudo de armas de Ramon Berenguer a partir de sus sellos. Es un escudo en forma de almendra, común en el, en el que aparecen los cuatro palos de gules sobre fondo de oro y sobre ellos unos rayos o radios que parten de una protuberancia redonda central, el carbúnculo.

En principio Ramón Berenguer sorteó el problema de asignar al condado de Barcelona o al reino de Aragón los territorios de Tortosa y de Lérida añadiendo a sus títulos Tortose marchio et Ilerde, es decir, considerándolos como dos marquesados diferenciados. Según José María Lacarra, «las nuevas conquistas no fueron incorporadas a ninguno de estos dos grandes bloques» porque aún no había «cuajado» «la unidad interna de Aragón ni la de Cataluña». Sin embargo, Ferran Soldevila ha destacado que Fraga y Mequinenza fueron «repobladas» según los Fueros de Aragón, mientras que Tortosa y Lérida lo fueron mediante sendas cartas pueblas que tomaron como base los Usatges de Barcelona, y «esto, desde el punto de vista político, en una época en que el derecho tenía una importancia capital, fue decisivo» (las primeras se incorporarán al reino de Aragón y las segundas a Cataluña). En efecto, como ha señalado Lacarra, Tortosa y Lérida quedarán incluidas en el siglo siguiente en Cataluña, «un Estado unitario, con fronteras fijas», que abarca «los territorios sometidos a la autoridad del conde Barcelona». En el ámbito eclesiástico tanto Tortosa y Lérida como Fraga y Mequinenza fueron adscritas a partir de 1154 al arzobispado de Tarragona ya que en ese año el papa Anastasio IV incluyó en su jurisdicción los obispados del condado de Barcelona y sus territorios anexos, los del reino de Aragón, y también los del reino de Pamplona.
El 27 de enero de 1151 Ramón Berenguer y Alfonso VII firmaron un acuerdo en Tudilén por el que se repartían los territorios de Al-Ándalus todavía por conquistar. Al «conde-príncipe» le corresponderían las taifas de Valencia y de Murcia (en ciertas condiciones de vasallaje respecto de Alfonso VII), mientras que el resto serían para el «rey-emperador». También acordaron repartirse de nuevo el reino de Pamplona —el rey García VI acababa de morir— como once años antes, pero que tampoco se llevaría a efecto, en esta ocasión porque el nuevo rey pamplonés Sancho VI, que fue el primer monarca que comenzó a intitularse «rey de Navarra», le juró fidelidad a Alfonso VII el 30 de enero y ese mismo día el heredero castellanoleonés Sancho se casó con Blanca de Navarra, hermana del nuevo rey.

Tratado de Tudilén de 1151 entre Alfonso VII y Ramón Berenguer IV.

A pesar de que el «reparto» del reino de Pamplona no se produjo, Ferran Soldevila ha valorado el Tratado de Tudilén como un gran éxito de Ramón Berenguer IV porque salvó el peligro de que los castellano-leoneses se apoderaran de las tierras de las taifas valenciana y murciana impidiendo así la expansión peninsular de aragoneses y catalanes. Sobre el vasallaje respecto de Alfonso VII, Soldevila considera que Ramón Berenguer se vio «en la necesidad de aceptarlo», pero resta importancia a este hecho por «el carácter mismo de estos vasallajes, la facilidad con que eran desconocidos por los hombres e invalidados por los hechos». «La extensión de los territorios que le eran adjudicados justificaba en parte esta vaga sumisión... Él quizá no podría deshacer el vínculo, pero algún sucesor podría, ciertamente», concluye Soldevila (y advierte que el hijo de Ramón Berenguer Alfonso el Casto fue quien lo hizo en el Tratado de Cazola de 1179, aunque a costa de renunciar a Murcia). Soldevila destaca que tras la firma del Tratado de Tudilén Ramón Berenguer comenzó a cobrar parias a los reyes musulmanes de Valencia y de Murcia. «La entrada de estos dineros resultó imprescindible a Ramon Berenguer IV para financiar su política exterior y pagar sus deudas», añade Josep-David Garrido Valls, aunque advierte que ya había comenzado a cobrarlas después de la tregua de cuatro años que acordó con Muhámmad ibn Mardanís, rey de la taifa de Murcia, tras la conquista de Lérida en octubre de 1149. De hecho Ramón Berenguer había acudido en su ayuda cuando la ciudad de Balansiya se rebeló contra él en 1152 y cuando los almohades intentaron conquistar Almería un año antes.
Tres años después del acuerdo de Tudilén, Ramón Berenguer viajó hasta Toledo, acompañado por un gran séquito (qui in magno et honorabili apparatu erat, según contó Rodrigo Jiménez de Rada), para asistir a la fiesta que dio Alfonso VII en honor del rey de Francia Luis VII el Joven, casado con una hija de Alfonso VII y de Berenguela de Barcelona, hermana de Ramón Berenguer. También acudió el rey Sancho VI de Navarra. Luis VII se encontraba en Toledo después de haber hecho la peregrinación a Santiago de Compostela, acompañado por el propio Alfonso VII desde Burgos, a mitad del Camino de Santiago. De vuelta a Francia Ramón Berenguer fue con él hasta Jaca donde se celebró una fiesta de despedida (enero de 1155). «No hay ninguna mención en ninguna fuente de ninguna vinculación feudal que someta al conde de Barcelona al rey de Francia. Si los condados catalanes nacieron de la expansión del reino de los carolingios en el siglo IX, en el siglo XII el recuerdo de aquella sujeción se había olvidado, aunque permanecía la costumbre administrativa —cada vez menos— de datar los documentos por los años de reinado de los reyes franceses».

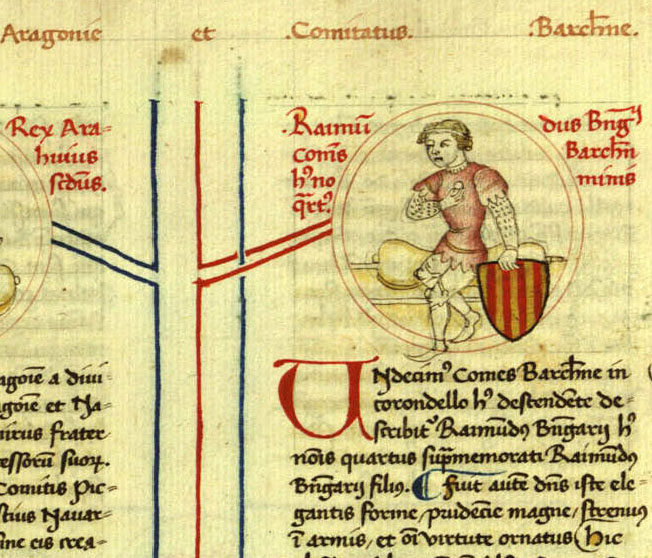
Miniatura que representa a Ramón Berenguer IV. Genealogia regum Navarrae et Aragoniae et comitum Barchinonae, f.34r (1380).

En Toledo Ramón Berenguer y Alfonso VII negociaron un nuevo reparto del reino de Pamplona, acuerdo que fue ratificado en Lérida en mayo de 1157. En este tratado de Lérida se mencionaba explícitamente el Tratado de Tudilén, y lo pactado allí sobre que el reparto se haría por mitades. Además se comprometían mutuamente a no aliarse con el rey Sancho VI de Navarra ni a defenderlo en contra de la voluntad de la otra parte. El pacto se selló con el compromiso del futuro matrimonio de una hija de Alfonso VII con un hijo de Ramón Berenguer. Sin embargo, este nuevo reparto tampoco tuvo recorrido porque en agosto de 1157 muere Alfonso VII y sus dominios son divididos entre sus dos hijos: en su testamento dejó el reino de León a su segundo hijo Fernando y el reino de Castilla a su primogénito Sancho.
Al conocer la noticia de la muerte de Alfonso VII Ramón Berenguer marchó rápidamente a Castilla, acompañado por un importante séquito (su sobrino Ramón Berenguer III de Provenza, los condes de Urgel y de Pallars, y los obispos de Barcelona, Urgel, Zaragoza y Tarazona, junto con importantes barones de Aragón y de Cataluña), para entrevistarse con Sancho, que ahora volvía a reivindicar Zaragoza y Calatayud. Se vieron en Serón de Nágima y allí Ramón Berenguer consiguió que Sancho reconociera las tierras aragonesas en disputa sin ninguna vinculación con Castilla, a cambio de renovarle el homenaje que le había hecho a su padre (Acuerdo de Serón de Nágima (1158)). Según José María Lacarra, «tal homenaje quedó reducido al acto de tener la espada en la solemne coronación del emperador, y aun este simbólico reconocimiento de soberanía era anulado en 1177 [por Alfonso el Casto]». A su vuelta Ramón Berenguer se llevó consigo a la segunda esposa y viuda de Alfonso VII Riquilda, a la que casaría con su sobrino Ramón Berenguer III de Provenza.
Al hacer balance de la política peninsular de Ramón Berenguer IV, el historiador alemán Percy E. Schramm ha destacado que «el [doble] reino de Ramon Berenguer provocó un desplazamiento del equilibrio en toda la Península. La separación de Portugal, que se produjo en aquella misma época (1139-1140), y la división de la herencia de Alfonso VII en los regna de Castilla y de León (1157), que había de durar dos generaciones, dejó sentir todavía más este desplazamiento. En el momento en que Ramon Berenguer había sucedido a su padre, las potencias principales de la Península eran el reino navarro-aragonés del Batallador y "el Imperium" de Alfonso VII... Cuando Ramon Berenguer murió, él era la figura más poderosa del juego de fuerzas de España» —una valoración que es compartida por Josep-David Garrido Valls—. Aquel sucesor suyo que «no soló supiese pretender el lugar de señor poderoso que se había ganado el conde-príncipe, sino que lo supiese desarrollar debidamente, sería digno de la corona real que Ramon Berenguer había ganado para su casa», concluye Schramm. Una crónica medieval catalana lo señaló como el conquistador que había roto las puertas del dominio musulmán de la península: qui claustra Hispaniae fregit ('que rompió las barreras de Hispania').
Por su parte el historiador catalán Ferran Soldevila ha señalado que «el problema que se planteaba a Ramon Berenguer IV era el del equilibrio peninsular en un momento decisivo. Si no conseguía evitar el ensanchamiento de Castilla hasta sus propias fronteras, alejar el peligro de la expansión castellana hasta el Mediterráneo por el Levante peninsular, el destino de Cataluña quedaba seriamente comprometido. [...] Imaginemos que la anexión de Aragón a Castilla, propugnada y ya en parte realizada, por Alfonso VII, hubiera tenido éxito: ¿qué porvenir le quedaba a Cataluña?... ¿Quién sabe si Lérida y Tortosa, también objetivos aragoneses, no habrían sido asimismo conquista del rey castellano?». «El éxito más halagüeño coronó la política y los esfuerzos de Ramon Berenguer IV», convirtiéndose así en «una de las más grandes figuras entre los condes de Barcelona desde Guifré I», concluye Soldevila.

#### Política religiosa: Ripoll y Poblet

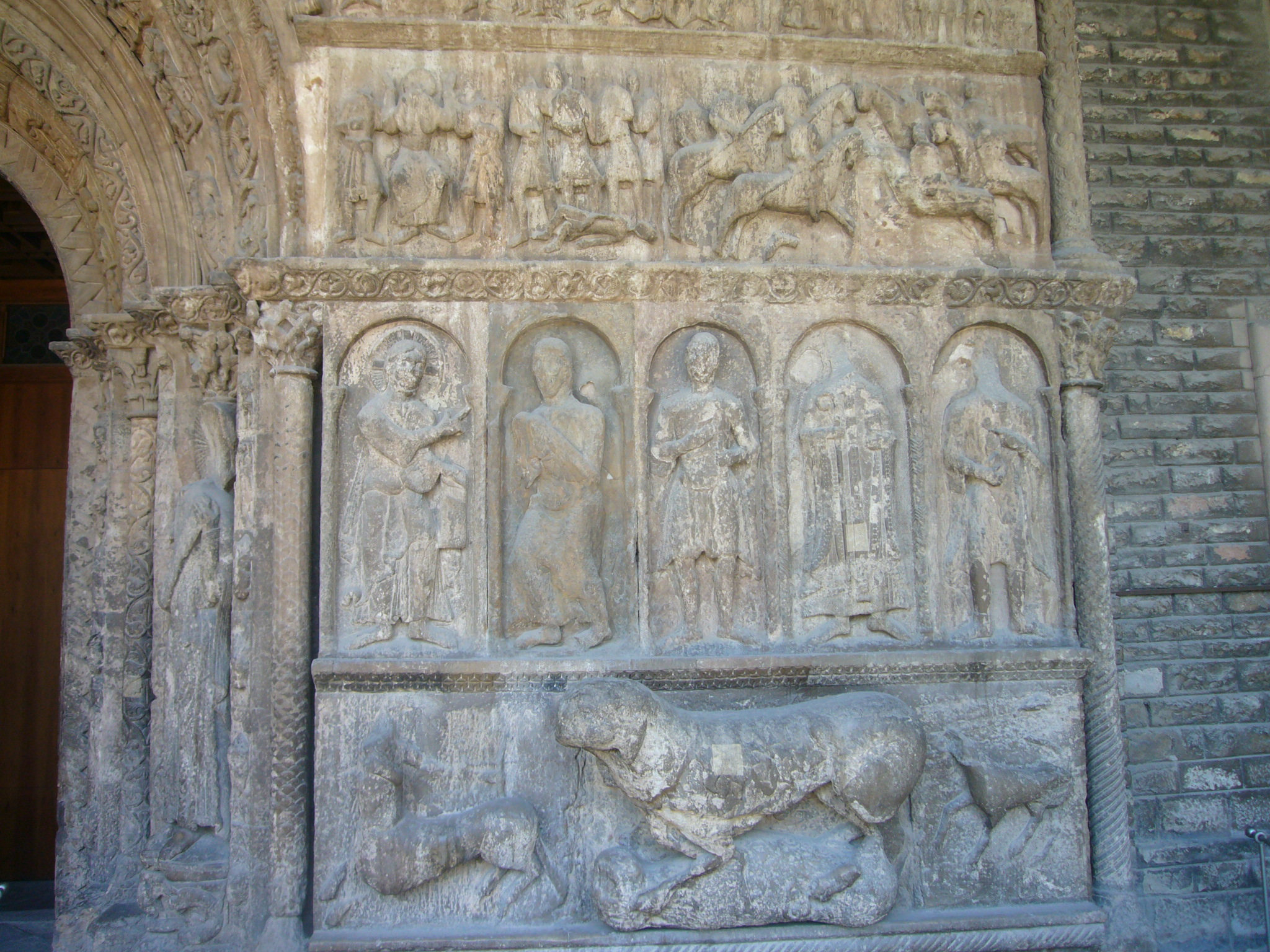
Lado izquierdo del Pórtico de Santa María de Ripoll. Según Concepció Peig el personaje representado en el arco central sería el propio Ramón Berenguer IV y a su izquierda el obispo Oleguer y a continuación su padre Ramon Berenguer III. A su derecha estarían representados Dios y Moisés.

Ramón Berenguer se ocupó en engrandecer, sostener y proteger el monasterio de Ripoll donde estaba enterrado su padre Ramón Berenguer III y ese fue el lugar que él mismo escogería para ser sepultado después de su muerte. Precisamente durante su «reinado» fue cuando se inició (y probablement se terminó) el cuerpo esculpido que enmarca la puerta de entrada, que, según Concepció Peig, «habría sido diseñada con su visto bueno, para mantener la memoria y presencia de su padre, Ramon Bereguer III, y de él mismo» —«su programa iconográfico establece paralelismos entre las gestas del pueblo de Dios y las de los dos último condes»—, ya que siguiendo las costumbres funerarias del siglo XII en Occidente padre e hijo habrían sido enterrados en la puerta de la iglesia y no dentro (las fuentes documentales confirman la existencia de cinco sepulcros a los pies de la portada, que todavía eran visibles a principios del siglo XIX). Peig plantea como hipótesis que el lugar exacto donde habría sido enterrado inicialmente Ramón Berenguer IV (tras la reformas llevadas a cabo después del terremoto de 1428 el sepulcro habría pasado al interior de la iglesia) fue a los pies del lado derecho de la portada, donde aparecen tres personajes no identificados, pero que Peig cree que se trata de él mismo (izquierda), del obispo Oleguer (centro) y de su padre (derecha).

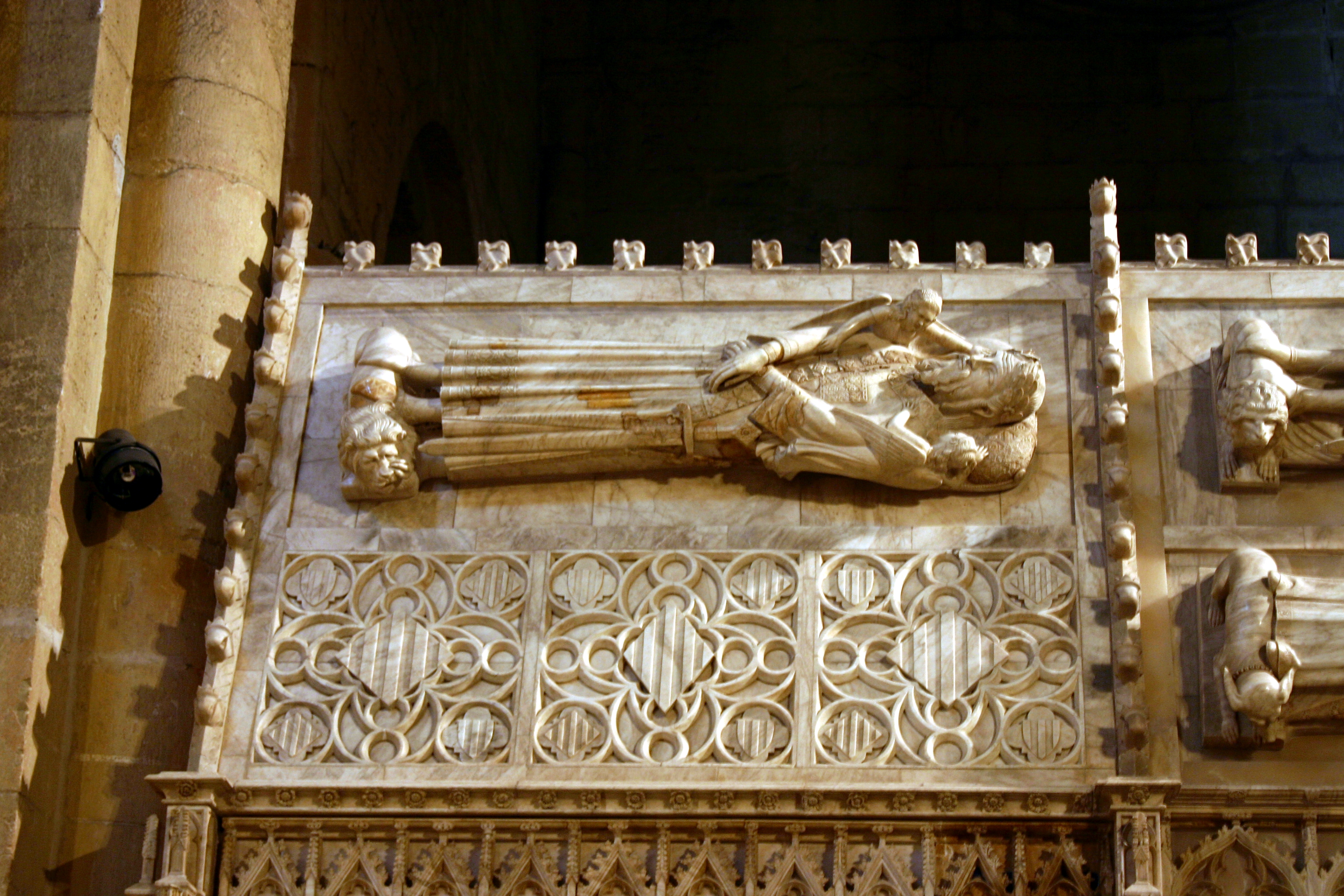
Alfonso el Casto, hijo y sucesor de Ramón Berenguer IV, eligió como lugar de enterramiento el Monasterio de Poblet, fundado por su padre y construido durante su reinado.

También se propuso fundar otro gran monasterio en la Cataluña Nueva que él había conquistado. Para regentarlo escogió a la Orden del Císter y en 1148 escribió a Bernardo de Claraval, su fundador medio siglo antes. Este le confió la misión de dotar de monjes al proyectado monasterio al abad de Fontfroide, que era la abadía cisterciense más cercana a Cataluña. Así, Ramón Berenguer le hizo donación a este abad «del lugar que se llama Hort de Poblet, para construir allí un monasterio a servicio de Dios y para la salvación del alma de mi padre y de mi madre y para remedio de mi alma». Y seguía diciendo la donación: «Y quiero que tenga tanto espacio de tierra, que cómodamente se puedan levantar allí el claustro, el dormitorio, el refectorio y todas las oficinas pertenecientes al dicho monasterio, y, en la inmediación, el cementerio competente. Y doy al dicho monasterio, en el dicho lugar, toda la tierra de cultivo que sea necesaria para los trabajos propios del monasterio y para el sostenimiento de todos los religiosos que allí sirvan a Dios...». El abab de Fontfroide envió al Hort de Poblet a trece monjes, incluyendo al abad, y Ramón Berenguer hizo construir los edificios necesarios para alojarlos. Así nació el monasterio de Poblet, del latín populetum, que quiere decir tanto alameda como chopera. Su fecha oficial de fundación es la de 7 de diciembre de 1153. Sobre el lugar elegido por Ramón Berenguer existió una leyenda según la cual fueron unas luces milagrosas aparecidas varios sábados consecutivos y el día de la Virgen las que le indicaron el sitio donde debía erigir su monasterio y que debía ser dedicado a la Virgen.
Poco tiempo antes Guillermo Ramón I de Moncada había fundado el monasterio de Santes Creus, también de la Orden del Císter y no muy lejos del lugar donde se levantó el de Poblet. Ramón Berenguer no solo aumentó las donaciones hechas por Guillermo Ramón de Moncada y otro nobles con la concesión de regalías e inmunidades que solo correspondían al conde de Barcelona, sino que le donó la Espluga de Ancosa, donde residieron los monjes hasta que se acabó de construir el monasterio, a cuyos gastos también contribuyó en acción de gracias, al parecer, por el nacimiento de su primer hijo varón, el futuro Alfonso el Casto.

### Política ultrapirenaica
Ramón Berenguer renovó la antigua relación vasallática del reino de Aragón sobre el Bearne —en 1131 Alfonso I el Batallador había acudido en ayuda de Gaston IV contra el duque Guillermo X de Aquitania— por lo que cuando en 1154 murió el vizconde Pedro III los obispos y los nobles lo eligieron dominum et rectorem para que rigiera el vizcondado durante la minoría de edad de Gastón V. El acto del juramento tuvo lugar en Canfranc con la presencia del conde de Bigorra.

Mapas del condado de Provenza hacia 1125.

También protegió los intereses de la Casa de Barcelona al otro lado de los Pirineos. En 1143 acudió en ayuda de su aliado Guillermo VI de Montpellier que había sido expulsado dos años antes de su ciudad por una revuelta instigada por el conde de Tolosa, Alfonso Jordán, enfrentado a la Casa de Barcelona por el dominio de la Provenza. Sitió Montpellier y la tomó, con la ayuda de la República de Génova, y repuso a Guillermo VI al frente del señorío de Montpellier.
Cuando al año siguiente, 1144, murió su hermano Berenguer Ramón I de Provenza, Ramón Berenguer defendió los derechos al condado de Provenza de su sobrino Ramón Berenguer, de siete años de edad, a quien puso bajo su tutela, frente a las pretensiones de los señores de Baux, que contaban con el apoyo del conde de Tolosa Alfonso Jordán, y también de Conrado III, soberano del Sacro Imperio Romano Germánico (aunque no llegó a ser coronado), al que pertenecía Provenza. Consiguió que su sobrino fuera jurado como conde de Provenza por la mayor parte de los señores provenzales y que a él se le reconociera el título de marqués (como Ramón Berenguer II de Provenza, de ahí que su sobrino fuera proclamado finalmente como Ramón Berenguer III de Provenza). Los señores de Baux en principio no se sometieron pero su causa quedó tan dañada, reducidos a su castillo de Trencatalha, que tras la muerte de Alfonso Jordá en Tierra Santa en 1148, sí lo hicieron.
Sin embargo, en 1155 los señores de Baux volvieron a reclamar sus derechos sobre el condado de Provenza, contando esta vez con el reconocimiento del nuevo emperador Federico I Barbarroja y de nuevo con el apoyo del conde de Tolosa, Raimundo V de Tolosa, hijo de Alfonso Jordán, que también reclamaba el vizcondado de Narbona, vinculado a los condes de Barcelona. Comenzó así la llamada «segunda guerra bausenca». Ramón Berenguer selló entonces una alianza con Enrique II, rey de Inglaterra y duque de Aquitania por su matrimonio con Leonor de Aquitania, también enfrentado a Raimundo V y juntos emprendieron el asedio de Tolosa en el verano de 1159. Pero Enrique II optó por retirarse cuando llegaron a Tolosa las tropas enviadas por el rey francés Luis VII, del que Enrique era vasallo. Ello no fue obstáculo en la relación personal que mantenían Ramón Berenguer y Enrique (se llegó a proyectar el matrimonio de la hija de Ramón Berenguer, Elionor, con Ricardo, hijo del monarca inglés, ambos dos niños pequeños, pero el enlace nunca se celebró). También se aliaron con Ramón Berenguer algunos señores occitanos, como el vizconde de Carcasona y de Besiers, que se reconoció vasallo suyo en 1150; la de Ermengarda, vizcondesa de Narbona, que ya había participado en la conquista de Tortosa; o la del señor de Montpelier Guillermo VI, que también participó en la toma de Tortosa.
Neutralizado el conde de Tolosa, Ramón Berenguer asedió la ciudad de Arles, uno de los bastiones de los señores de Baux, y la tomó, quedando arrasada. A continuación conquistó el castillo de Trentacalha, último reducto de los Baux, así como el de Les Baux, que daba nombre al linaje, y otras treinta fortalezas. De esta forma Provenza quedó pacificada. A pesar de ello Hugo II de Baux siguió insistiendo en pedir auxilio al emperador Federico I Barbarroja, pero este decidió negociar directamente con Ramón Berenguer, y en junio de 1162 unos delegados suyos se entrevistaron con él y reconocieron la posesión de Provenza para su sobrino, a cambio del pago de un censo anual. También dieron el visto bueno al matrimonio de este con Riquilda, la viuda de Alfonso VII, que era prima de Barbarroja (y a la que la cancillería imperial todavía la consideraba Spaniarum regina).
Poco después emprendió viaje a Turín acompañado de su sobrino, para asistir a la Asamblea de príncipes del Sacro Imperio Romano Germánico y tratar allí personalmente el asunto del reconocimiento definitivo de los derechos del Casal de Barcelona sobre el condado de Provenza por Federico I Barbarroja. Por su parte, el emperador esperaba que tío y sobrino apoyaran al papa Víctor IV que él había hecho elegir frente a Alejandro III, con el que estaba enfrentado (a pesar de que Ramón Berenguer no se había pronunciado claramente). Pero el encuentro nunca se produjo porque cuando llegó a Borgo San Dalmazzo, tras desembarcar probablemente en Génova, enfermó y murió el 6 de agosto de 1162. Eso no impidió, sin embargo, que Ramón Berenguer III fuera reconocido como conde de Provenza por el emperador después de jurarle fidelidad.  Tras conocer la muerte de «nuestro carísimo Ramon Berenguer, conde de Barcelona y príncipe ilustrísimo», Federico I Barbarroja hizo de él una encendida alabanza en una carta dirigida a Ramón Berenguer III de Provenza:

Y en verdad sus magníficos servicios y sus preclaras obras subsiguientes más abiertamente habrían declarado cuanta había sido su fe y su devoción hacia nuestra persona, si por la divina gracia vacante, que quita el espíritu de los príncipes, no hubiese sido sacado del medio. De la muerte cruel de la que no podemos dejar de dolernos perpetuamente. Esto sucede porque nuestra precordial afección hacia tan y tal amigo no puede quedar de ninguna manera ociosa, especialmente como su amor sincero y su interés acerca de la persona y el honor de nuestra carísima sobrina Riquilda, reina de las Españas, con fidelidad manifiesta hayamos visto claramente y, por el efecto mismo de estas cosas, hayamos experimentado que era verdadero.

### Muerte y testamento

Los territorios peninsulares de Ramón Berenguer IV cuando murió en 1162.

La enfermedad que le llevaría a la muerte le sobrevino tan de repente que Ramón Berenguer solo pudo comunicar su última voluntad de palabra el 4 de agosto de 1162, dos días antes de morir, de lo que fueron testigos el senescal Guillermo Ramón de Montcada, el noble Albert de Castellvell y el capellán del conde, mestre Guillem. En su testamento legaba el condado de Barcelona y el reino de Aragón a su primogénito Ramón, el futuro Alfonso el Casto, mientras que su hermano Pere, el futuro Ramón Berenguer IV de Provenza, recibía el condado de Cerdaña y los derechos sobre el vizcondado de Narbona y el vizcondado de Carcasona, reconociéndose vasallo del primogénito y al tercer hijo, Sancho se le asignaba el papel de posible heredero de sus otros dos hermanos sin morían sin descendencia.  A su esposa Petronila le dejó el condado de Besalú y el castillo de Ribas, para que viviera allí. Finalmente, dejó a sus hijos, todos ellos menores de edad, bajo la tutela de Enrique II, rey de Inglaterra, gran amigo suyo (Dimisit omnem suum honorem ac filios in bajulia, tuicione, defensione domini Enrici, Regis Angliae, dice el testamento (Dejó todos su honores y sus hijos al cuidado, protección y defensa de señor Enrique, rey de Inglaterra).

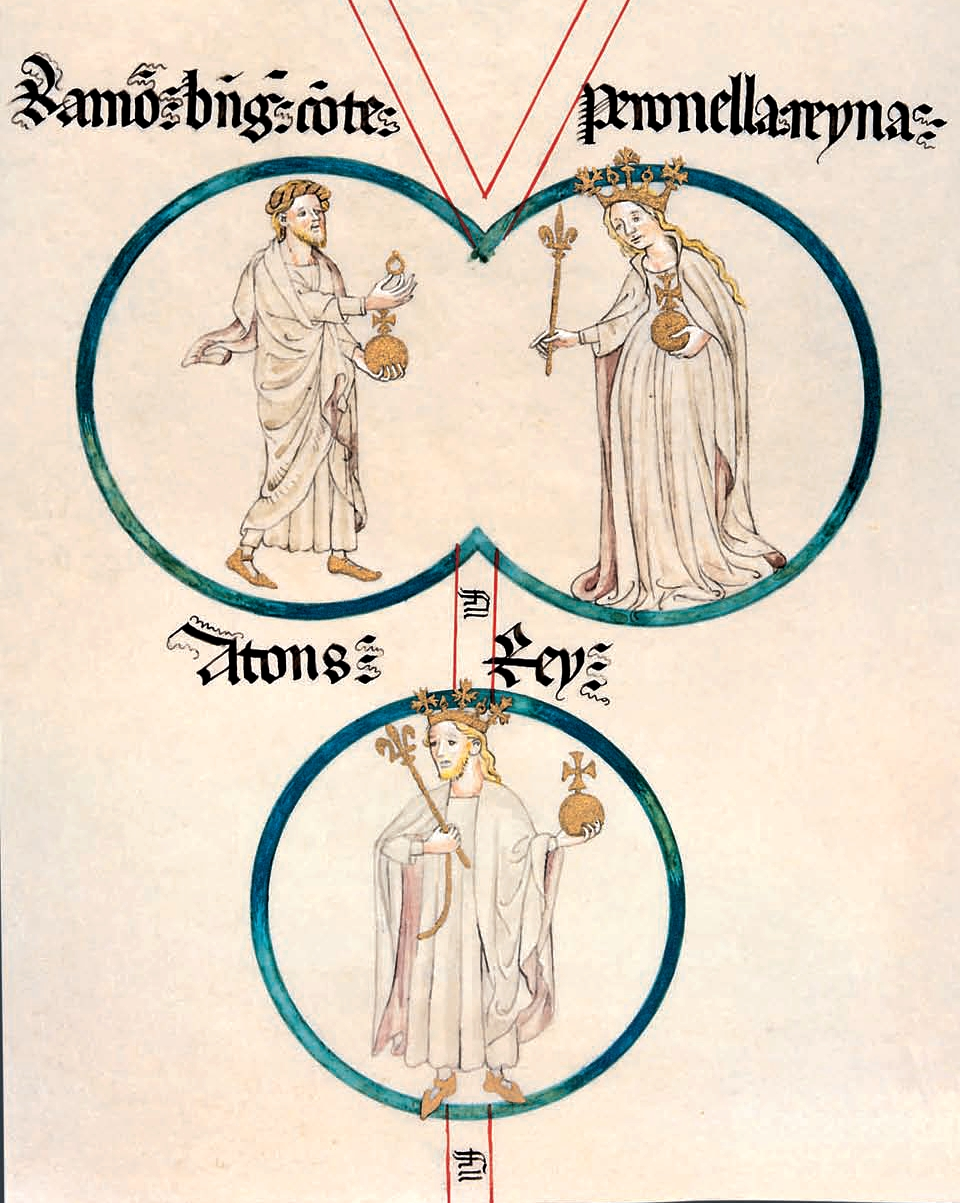
Genealogía elaborada en tiempos de Martín I el Humano (1396-1410) en la que aparece Ramon Berenguer IV (Ramon Berenguer: comte), portando el orbe, que ofrece el anillo a su esposa Petronila (Peronella: reyna) representada con atributos reales (corona, cetro y orbe), al igual que el hijo de ambos y sucesor, Alfonso (Afons: rey).

En octubre se reunió una asamblea en Huesca para dar a conocer públicamente el testamento sacramental de Ramón Berenguer. En el acta de la asamblea aparecen un total de 43 firmas (signa) y entre ellas la de Petronila. Anaïs Waag ha destacado que Petronila es la única que además valida el documento con su confirmación. En su signum se lee: «Signum Petronila, reina de Aragón y condesa de Barcelona, mujer del dicho conde, que [esto] apruebo y confirmo y corroboro con mi propia mano». Waag interpreta este hecho como una prueba de que Petronila «tuvo un papel crucial en la validación de esta sucesión» de Ramón Berenguer por su hijo primogénito al trono aragonés.
Ahora bien, Ramón Berenguer no especificó quién había de gobernar durante la minoría de edad de su primogénito Ramón, de ocho años de edad. Según la Gesta comitum barchinonensium quien ejerció la regencia durante los dos primeros años fue Ramón Berenguer III de Provenza, sobrino de Ramón Berenguer («lo qual comte R. Berenguer governà los ditos regne e comtats molt bé e profitosament II anys»: 'el cual conde R. Berenguer gobernó los dichos reino y condados muy bien y provechosamente dos años'). Sin embargo, según Joan-Ferran Cabestany, la tutela del conde de Provenza fue más bien honoraria y «en realidad la tutoría efectiva estaba en manos de la curia y de sus personajes más eminentes, es decir, Guillermo Ramón I de Moncada y Guillermo de Torroja. Son los que figuran en los documentos hasta las fechas de las muertes respectivas, 1173 y 1175».
En 1164, dos años después de la muerte Ramón Berenguer, en una asamblea celebrada en Barcelona el 18 de junio Petronila hizo donación formal a su hijo primogénito ―ahora llamado por primera vez Alfonso; el nombre de Ramón pasaría a su hermano Pere― de todo lo que el testamento de su marido le había otorgado. Según Percy Ernst Schramm, «por razones legales, este acto no habría sido necesario, ya que su marido había dejado su reino directamente a los hijos y a ella solo le había asignado la viudedad... Es evidente que los aragoneses lo aprovecharon para dejar asentado el hecho de que, desde que Ramiro II volvió al monasterio, la soberana de Aragón había sido Petronila, y por eso ella, y no su marido, traspasaba el reino al hijo». Anaïs Waas, sin embargo, no lo considera una simple formalidad y destaca en que en la donación a su hijo del reino de Aragón añade la frase «sin que yo retenga ninguna voz ni ningún otro poder», lo que según Waas «da a entender que hasta aquel momento esta reina propietaria de Aragón sí que tenía voz y poder». Lo cierto fue que a partir de entonces Petronila viviría apartada de la vida política hasta que el 13 de octubre de 1173 hizo testamento, en el que volvió a confirmar la donación de Aragón a su hijo Alfonso, y murió poco después. Pidió ser enterrada en la catedral de Barcelona.

#### Entierro en el Monasterio de Ripoll

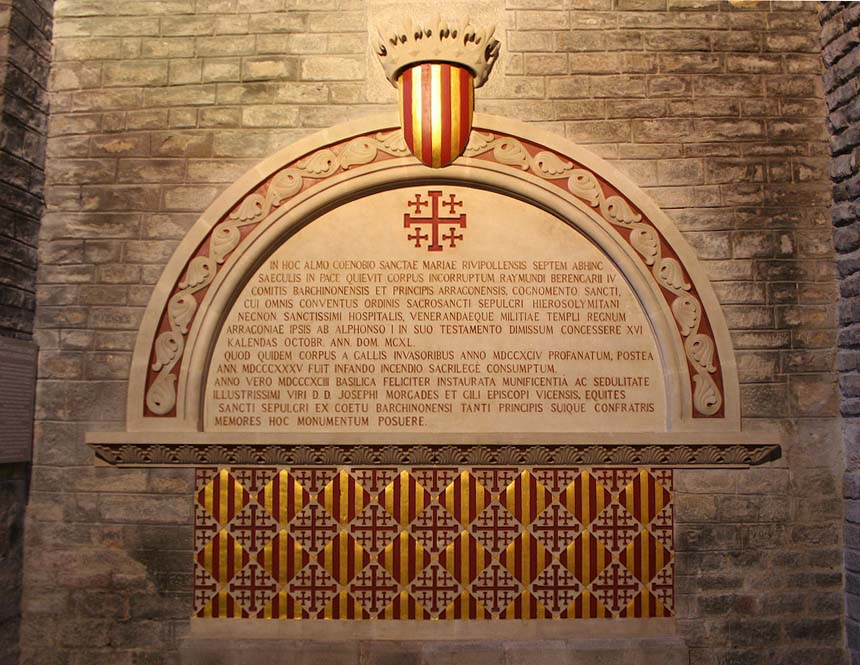
Cenotafio de Ramón Berenguer IV, colocado en el año 1893. Fue costeado por el capítulo de la Orden del Santo Sepulcro de Jerusalén de Barcelona como recordatorio que allí, el monasterio de Ripoll estuvo enterrado Ramón Berenguer IV.

En el testamento Ramón Berenguer especificó que quería ser enterrado en el Monasterio de Ripoll, donde reposaban los restos de su padre, y legó sus joyas y ornamentos a la iglesia de Lérida, aunque su corona sería llevada por su hijo al Monasterio de Poblet, fundado en 1153 por el propio Ramón Berenguer.
Su muerte fue calificada de «peligro para la patria, satisfacción para sus enemigos, motivo de lamento para los pobres y de lloros para los fieles». Algunos describieron su vida como la de un santo, pero no llegó a ser canonizado. De hecho algunas crónicas cuentan que durante el traslado del cadáver desde Borgo San Dalmazzo al monasterio de Ripoll se produjeron milagros y también tras ser sepultado allí. Sin embargo, según relató Próspero de Bofarull en 1836, los monjes de Ripoll no lo veneraban como tal, sino que cada 6 de agosto celebraban el aniversario de su muerte mediante una procesión claustral que se detenía delante de su sepulcro y los monjes cantaban un responso en sufragio por la salvación de su alma. «Esta es una prueba evidente de que el monasterio no le ha dedicado nunca culto, pues ha rezado por él como por los otros fieles, si bien con una distinción muy particular y muy debida a tan ilustre benefactor», afirmaba Bofarull.
La Gesta Comitum Barcinonensium y otros textos antiguos dicen que el sarcófago —que estuvo siempre dentro de la iglesia, aunque cambió de sitio a causa de unas obras— era una gran caja de madera recubierta de muchas planchas de plata, y estaba sostenido por cuatro columnas, también de plata, que más tarde fueron sustituidas por ocho columnas de piedra. Dentro de esta gran caja había otra de madera que contenía el cadáver de Ramón Berenguer que se conservaba incorrupto por lo que en ocasiones era mostrado a ciertas personas distinguidas. Sobre la caja de madera más grande estaban pintadas sus arma, los palos de oro y gules, y la efigie del conde-príncipe, sentado, con espada y cetro, y con un epitafio que por el tipo de letra se considera que fue escrito en el siglo XIV o en el XV, aunque es probable que fuera anterior. Decía lo siguiente:

Dux ego de matre, Rex conjuge, Marchio patre:
Marte, fame fregi mauros, dum tempore degi;
et sine jactura, tenui Domino sua jura.
Duque yo por la madre, rey por la mujer, marqués por el padre:
por la guerra y por el hambre abatí a los moros, mientras viví;
 y, sin mengua, mantuve al Señor sus derechos.

En 1794, durante la guerra de la Convención, las tropas francesas saquearon el monasterio de Ripoll y robaron las placas de plata y removieron el cadáver para coger la espada de plata muy larga con la que habían sido enterrado, por lo que los restos de Ramón Berenguer quedaron deshechos. Cuarenta años después, el 9 de agosto de 1835, en el curso de la primera guerra carlista, unos indisciplinados migueletes isabelinos saquearon e incendiaron el monasterio de Ripoll y profanaron todas las tumbas, incluida la de Ramón Berenguer IV. Los migueletes sacaron el cuerpo momificado de su tumba para «llamarlo a juicio» y «condenarlo» a la hoguera por haber impuesto el catolicismo en Cataluña. Desapareció cualquier tipo de restos del cadáver. Como desagravio, en 1893, el capítulo de Barcelona de la orden del Santo Sepulcro de Jerusalén costeó un cenotafio que recordase por qué se llamó El Santo y la cesión que le hicieron en 1140-1143 las Órdenes militares del Santo Sepulcro, del Hospital y del Temple del derecho que les perteneciera de poseer el reino de Aragón en virtud del testamento de Alfonso I el Batallador. El obispo de Vic, del que dependía Ripoll, fue el que dio el permiso a la Orden del Santo Sepulcro para que instalase el cenotafio que recordara que allí había sido enterrado Ramón Berenguer IV. Se situó en el brazo norte del transepto y el texto fue redactado en latín.
Ramón Berenguer IV fue el último conde de Barcelona enterrado en Ripoll —el primero había sido el fundador de la dinastía condal barcelonesa Wifredo el Velloso—, puesto que su hijo Alfonso, escogió el Monasterio de Poblet fundado por su padre.

#### Memoria histórica
En el sepulcro había, colgando de una maderita, fuera de la caja exterior, un pergamino con un elogio fúnebre de Ramón Berenguer en latín (Epitafium serenissimi ac victoriosissimi domini Raymundi Berengarii, comitis barchinonensis, regis Aragonum et ducis Privinciae) que entre otras cosas decía:

Ínclitos del pueblo cristiano, llorad, porque ha caído vuestro guía. Suene un clamor por Cataluña y Aragón, por la ausencia de un Señor tan grande; llore piadosamente la Iglesia. [...] Ay, Serenísimo Rey y Victoriosísimo Príncipe Ramon Berenguer, báculo de nuestro sustento: ¿Dónde estás? ¿Dónde yaces? Ciertamente, Victoriosísimo Príncipe, en el monasterio de Ripoll. ¡Oh feliz y entre todas villa de Ripoll muy ennoblecida, que no sirves al menor de los Príncipes del Mundo!
 [...] Adiós, pues. Adiós y salve, Serenísimo Rey y Victoriosísimo Príncipe, glorioso Ramon Berenguer; acuérdate siempre de nosotros, a fin de que, con tu muy piadosa intercesión, conseguimos, ahora, ser protegidos contra todos los enemigos, y, en el porvenir, ser favorecidos por los gozos que tu, según piadosamente creemos, ya posees. Amén.

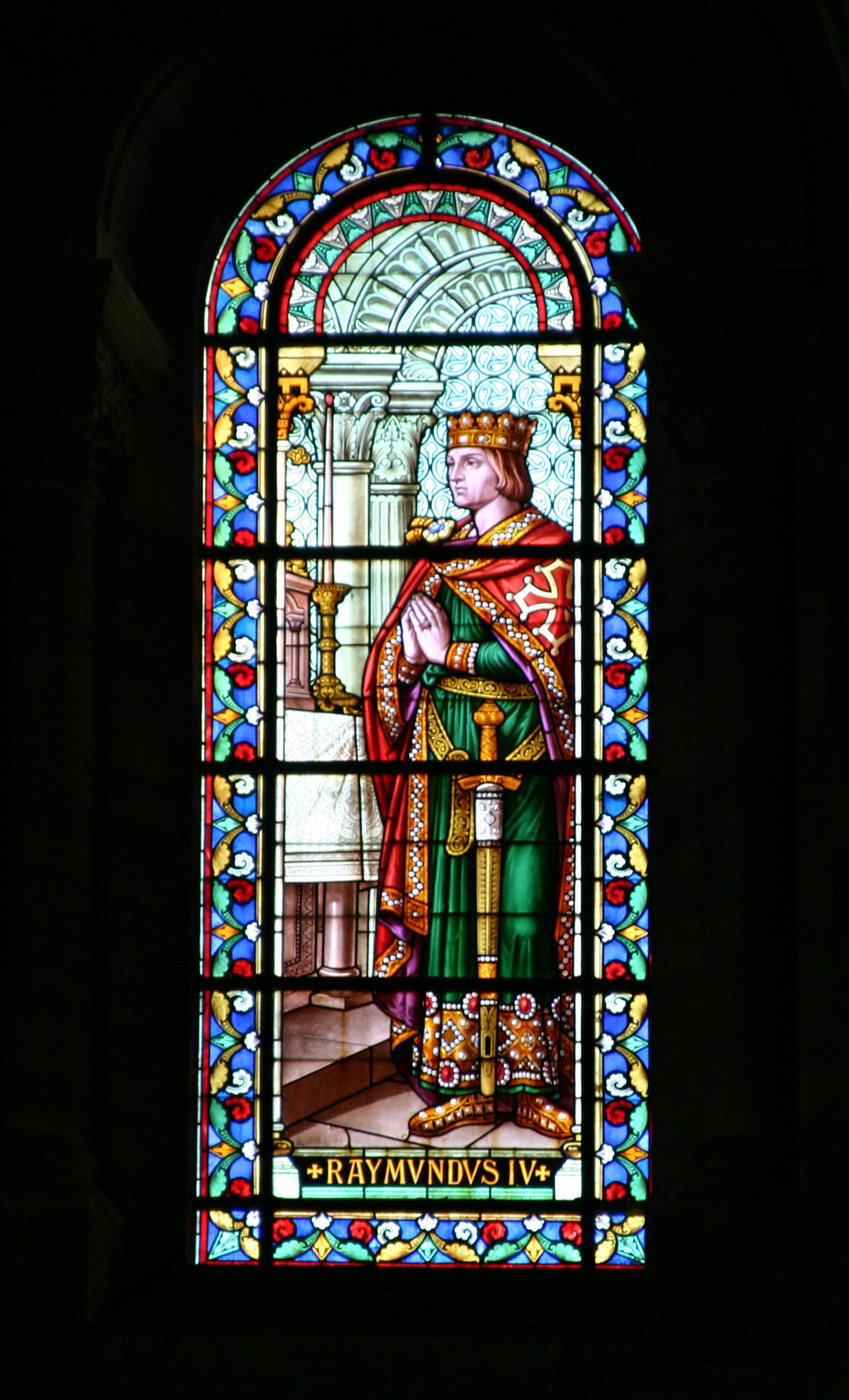
Vidriera de la catedral de Nimes que representa a Ramón Berenguer IV.

De la descripción de las cualidades de Ramón Berenguer que hizo la Gesta comitum barchinonensium, cuya primera versión es de finales del siglo XII, el historiador Ferran Soldevila ha destacado la frase «hom qui esguardava per a enant» ('hombre que miraba hacia delante') ya que señalaba «al mismo tiempo dos de las cualidades primordiales del conde: el sentido de previsión y el avance constante hacia sus objetivos». «Así, fuerza para la lucha, cordura [seny] y sutileza para la política, previsión y firmeza en las decisiones, altura de corazón, simplicidad en las maneras, gallardía y simpatía personales, son las cualidades personales que se desprenden de la semblanza», añade Soldevila. El pasaje que hablaba de su muerte decía lo siguiente:

Deixà gran plor a tot son poble, perill a sa terra, goig a sarraïns, gran crits a pobres, grans sospirs a hòmens de religió. Aprés la sua mort, exiren lladres e robadors, e pobres e desapoderats s'amagaven; e en clergues e en llecs, e en aquells de la terra e de fora, fo gran mal vengut e gran destrucció entrò venc N'Amfós, son fill...
Dejó gran llanto a todo su pueblo, peligro a su tierra, alegría a sarracenos, grandes gritos a pobres, grandes suspiros a hombres de religión. Después de su muerte, salieron ladrones y robadores, y podres y humildes se escondían; y en clérigos y en laicos, en aquellos de la tierra y de fuera, fue gran mal venido y gran destrucción, hasta que llegó don Alfons, su hijo...

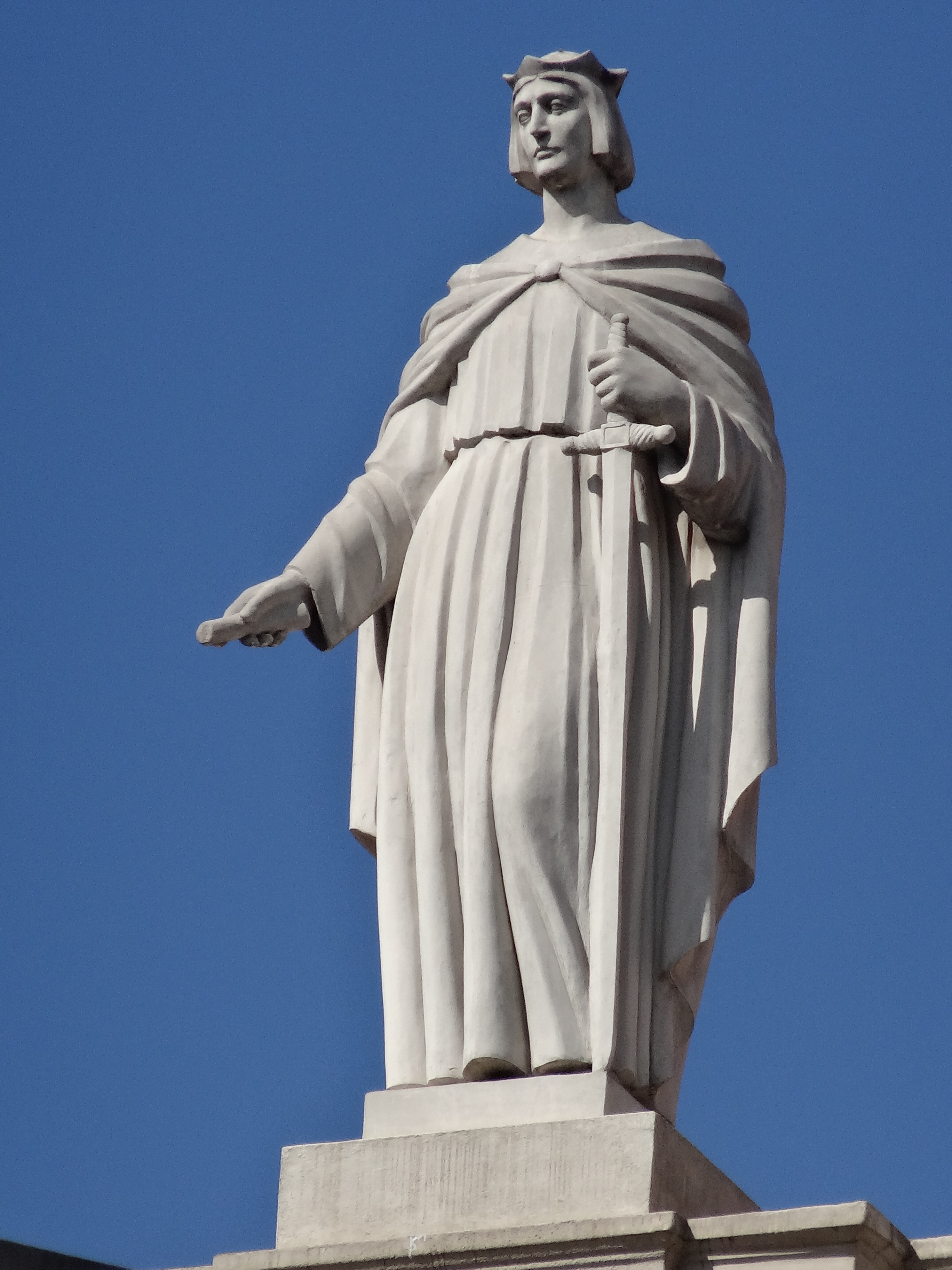
Estatua de Ramon Berenguer IV de finales del, obra de Jaume Duran. Junto con otras estatuas remata la fachada del Palau Casades, situado en el Ensanche de Barcelona.

Los escritores catalanes del romanticismo también le dedicaron grandes elogios, como Pablo Piferrer, que en el segundo volumen de su Recuerdos y bellezas de España escribió de él que «El Santo» «era el único renombre que le cuadraba, empleado ya el Grande en su heroico padre». Víctor Balaguer en su Historia de Cataluña se quejó de que al «gran príncipe y el gran héroe de nuestra catalana historia antes de confundirse del todo con la aragonesa», «Cataluña no haya legado aun a su respetada memoria un glorioso e imperecedero monumento». Todavía más entusiasta se mostró Próspero de Bofarull quien lo consideró un hombre enviado por la Providencia. En Los condes de Barcelona vindicados (1836) escribió:

En tan crítica situación de nuestros mayores [provocada por el testamento de Alfonso el Batallador], fué cuando la Providencia señaló al Conde de Barcelona D. Ramon Berenguer IV por iris de paz de la desolada y vacilante España: las grandes esperanzas que prometían las virtudes de toda clase que adornaban a este Príncipe, su edad, su gerarquía, é inmediación de Estados con los de Aragón, sus relaciones de parentesco con la casa de Castilla por el efectuado matrimonio de su hermana Dª Berenguela con el emperador D. Alfonso, y finalmente el respetable estado de fuerzas que le daba la extensión de sus dominios, no solo le adquirieron la renuncia y cesión de todos los Reinos y Estados que Alfonso el Batallador había dejado en sus dos testamentos á los Templarios, los Hospitalarios y al Sto. Sepulcro de Jerusalén, y la alianza con su cuñado el Emperador de Castilla y con sus hijos D. Sancho  y D. Fernando, que le cedieron la ciudad de Calatayud y el reino de Zaragoza con lo demas á lo que se creían con derecho, si que también fueron el móvil para que también los Aragoneses procurasen su enlace con Dª Petronila...

## Descendientes
Del matrimonio con Petronila tuvo a:
- Una hija o un hijo nacido en 1152 y que moriría poco después. Se sabe de su existencia por el testamento dado por Petronila el 4 de abril de 1152 jacens et in partu laborans apud Barchinonam ('encamada y con dolores de parto, en Barcelona').[233][234][235][236]
- Ramón Berenguer, quien después de la muerte de su padre, al que sucedería como conde de Barcelona y rey de Aragón, se le cambió el nombre por el de Alfonso. Según el Chronicon Dertusense II, citado por Ferran Soldevila, habría nacido en 1154,[237] pero Antonio Ubieto Arteta ha retrasado la fecha de nacimiento a 1158.[233][121]
- Pedro (1158-1181), quien en 1173 será nombrado conde de Provenza por su hermano Alfonso, como Ramón Berenguer IV de Provenza.
- Dulce (1160-1198), casada en 1175 con el rey Sancho I de Portugal.
- Sancho (1161-1223), conde de Cerdaña desde 1168, y de Provenza entre 1181 y 1184.

Ferran Soldevila menciona la existencia de una segunda hija llamada Elionor que estuvo prometida al príncipe Ricardo de Inglaterra, «pero con quien no llegó a casarse, posiblemente porque murió».
Tuvo también un hijo natural:
- Berenguer, muerto en 1212 y de madre desconocida, fue abad de Montearagón[238] y arzobispo de Narbona.

## Debates historiográficos

### ¿Las «capitulaciones matrimoniales» pactadas por Ramiro II y Ramón Berenguer IV en 1137 fueron un «casamiento en casa»?
En 1987 se inició un debate historiográfico, que no ha concluido, sobre la tesis sostenida por el historiador aragonés Antonio Ubieto Arteta, en dos obras publicadas en ese año, de que la donación de la infanta Petronila (de un año de edad) y el reino de Aragón por parte de Ramiro II al conde de Barcelona Ramón Berenguer IV acordada en 1137 no fue tal sino unas capitulaciones matrimoniales que se produjeron en el marco del «casamiento en casa» (una institución consuetudinaria aragonesa), lo que habría comportado el sometimiento del conde de Barcelona a Petronila. Es decir, Ramón Berenguer IV, princeps de Aragón desde 1137 hasta su muerte en 1162, no habría regido por sí mismo la casa/reino de Aragón, sino que habría realizado sus actos como consorte de la heredera/reina Petronila (con quien consumó el matrimonio en 1150, cuando cumplió la edad canónica). De esa tesis se derivaría una segunda, según la cual Ramiro II habría «ahijado» a Ramón Berenguer IV, lo que habría supuesto la extinción de la línea troncal del linaje de la Casa de Barcelona. Estas tesis han sido aceptadas y asumidas por buena parte de la historiografía española, y singularmente por la aragonesa, mientras que han sido cuestionadas por la historiografía catalana (y no solo por ella).
Según la tesis de Antonio Ubieto, en el casamiento en casa el marido se adscribe a la familia de la esposa, y es ella quien transmite la pertenencia al grupo familiar, junto con el patrimonio que hereda; el marido se somete formalmente a su suegro o al «Señor mayor» de la casa, y este, a cambio, le otorga la potestad sobre el solar familiar, pero reservándose su señorío tanto sobre los bienes del solar patrimonial como sobre los que aporta el marido. Así quien tiene la última potestad no es el esposo, sino el Señor Mayor, en este caso el Señor Mayor de la Casa de Aragón, hasta que el heredero legítimo adquiera la potestad (en este caso el reino de Aragón, el título de rey y la cabeza de la Casa de Aragón). Otros historiadores, como Guillermo Fatás y Guillermo Redondo, han llevado la tesis de Ubieto más lejos al afirmar que «Ramon Berenguer, al aceptar estas condiciones y sólo al aceptarlas pasó a ser un miembro más de la Casa de Aragón». Así pues, según estos historiadores se extingue el linaje de la Casa de Barcelona, tras el Casamiento en Casa en que se subsume en la Casa de Aragón en 1137, o bien se considera que perdura hasta la muerte sin descendencia masculina de Martín el Humano en el año 1410, según otros historiadores. Por su parte, José Luis Villacañas define el acuerdo como «una filiación con encomienda de principado, esto es, de los derechos políticos sobre los hombres de la tierra».
Diversos historiadores han rechazado la tesis del casamiento en casa aplicado a los esponsales de Ramón Berenguer IV y Petronila de Aragón. El profesor Serrano Daura ha destacado la ausencia de referencias a esta institución consuetudinaria del derecho aragonés antes del siglo XV y que las cláusulas acordadas por Ramiro II y Ramón Berenguer no se ajustan a las peculiaridades de esta institución, por lo que no sería trasladable a los pactos de 1137.
Por su parte, Cristian Palomo ha calificado como «errónea» la tesis del «casamiento en casa» argumentando que a tenor de lo que dice el documento de 1137 («doy a ti, Ramon, mi hija por mujer, con todo el reino aragonés íntegro, así como mi padre, el rey Sancho, y mis hermanos, Pedro y Alfonso, mejor lo tuvieron y poseyeron») se incumple una de las condiciones sine qua non del «casamiento en casa»: «que el cónyuge proveniente de la casa tiene que ser heredero de las propiedades familiares, de las cuales el cónyuge forastero puede mantener el usufructo en caso de que se vuelva a casar después de la muerte del heredero». «Pero, ni Petronila aporta nada ni Ramiro II le reconoce ningún derecho sobre el reino de Aragón, que es entregado al conde como donación por parte del rey». Palomo coincide con Serrano Daura cuando concluye que «resulta evidente que ni se produjo ningún casamiento en casa ni, como asegura Ubieto, gracias a esta institución jurídica, supuestamente establecida el 11 de agosto de 1137, Ramon Berenguer gobernó desde 1137 en nombre de la "reina" Petronila, la titular de soberanía. Para sostener eso, se tiene que ignorar la abdicación de Ramiro II producida en Zaragoza tres meses después, cuando Ramiro cede al conde todo lo que se había reservado en Barbastro y ordena a los aragoneses que tengan a Ramon como rey». Por otro lado, Palomo considera un «despropósito historiográfico» la tesis del supuesto «ahijamiento» de Ramón Berenguer por parte de Ramiro II, lo que habría supuesto la renuncia a su linaje de la Casa de Barcelona y la integración en el "Casal de Aragón", entre otras razones porque «es absurdo si consideramos las consecuencias reales que habría tenido si se hubiera producido: si Ramon Berenguer se hubiera convertido en hijo de Ramiro II, ya no habría hecho falta que se casara con Petronila, porque el conde sería el heredero varón del rey y se habría acabado intitulando rex desde 1137».

### ¿Por qué Ramón Berenguer no se intituló «rey de Aragón»?
En 1955 el historiador catalán Ferran Soldevila se planteó la cuestión, partiendo de la constatación de que podría haberlo hecho porque después de 1137 se había convertido en «soberano efectivo de Aragón: de hecho y de derecho», como lo demostraría que «en diversos documentos [el rey de Aragón] Ramiro le transfirió la propiedad y la soberanía... [y que] en los pactos con los templarios y los hospitalarios, verdaderos herederos de Aragón según el testamento de Alfonso el Batallador, aquellas órdenes militares renunciaron a sus derechos a favor, no de Petronila, que ni tan solo es mencionada en los pactos, sino de Ramon Berenguer IV, que obra en todo como único y total soberano del reino —porque realmente lo era». Según Soldevila no se intituló rey porque «Ramiro el Monje, según aquellos pactos [de 1137], lo conservaba... Pero el hecho es que, una vez muerto el rey Ramiro, Ramon Berenguer siguió usando el título de príncipe. Por eso también hay que tener en cuenta otra explicación, ya dada antiguamente. Supone el cronista del siglo XIII Bernat Desclot que Ramon Berenguer no quiso tomar el título real porque prefería ser uno de los mejores condes del mundo a ser uno de los menores reyes. Una explicación similar da la Historia rerum Anglicarum de Guillermo de Newburgh, cuando le hace decir que no quiere ser más que sus antepasados y que prefiere ser el primero de los condes que no el séptimo de los reyes».
Dos años después, en 1957, el historiador alemán Percy Ernst Schramm se planteó también la cuestión, partiendo de la misma valoración que había hecho Soldevila: que tras la abdicación de Ramiro II y el acuerdo alcanzado con las Órdenes militares, herederas del trono aragonés según el testamento de Alfonso el Batallador, «Ramon Berenguer se podía considerar el amo indiscutido de Aragón». Así pues, según Scharamm, «habría sido natural que Ramon Berenguer, que ahora podía gobernar "tanquam rex" ['como rey'], hubiese adoptado el título de rey que no pertenecía a nadie. Pero no lo hizo... [porque] a Ramon Berenguer le bastaba el poder efectivo y quería, en la forma, no ofender la sensibilidad de sus nuevos súbditos. De esta manera se mantuvo la ficción de que el rey-monje había sido sucedido por su hija y que la dignidad real no pasaría a la otra dinastía hasta la nueva generación nacida ya en el país». Schramm señala que tuvo la oportunidad en 1143 cuando el patriarca de Jerusalén le otorgó plenos poderes para utilizar a partir de entonces el título de rey, pero no lo hizo porque —«aparte de los miramientos que tuvo con los aragoneses»— «a ojos de la curia, el patriarca se había atribuido un derecho que no le pertenecía» por lo que si «se hubiese nombrado rey, Roma también lo hubiera considerado una provocación, no menos que el incumplimiento —ahora ya en gran parte compensado— del testamento de Alfonso el Batallador». Por otro lado, Schramm, a diferencia de Soldevila, no concede ninguna credibilidad («recuerda demasiado a la fábula de la zorra y las uvas») a la explicación de los cronistas medievales Bernat Desclot y Guillermo de Newburgh según la cual Ramón Berenguer no ostentó el título de rey porque como conde no se podía comparar con nadie y como rey sería el último de ellos, que le ganaban en riqueza y dignidad.
Por el contrario, una parte de la historiografía, especialmente la aragonesa —que en su inmensa mayoría acepta la tesis de Antonio Ubieto Arteta de que los capítulos matrimoniales de Barbastro de 1137 se produjeron en el marco del «casamiento en casa», lo que habría comportado el sometimiento del conde de Barcelona a Petronila—, considera que Ramón Berenguer no se intituló rey porque no rigió por sí mismo el reino de Aragón, sino que habría realizado sus actos como consorte de la heredera/reina Petronila, con quien consumó el matrimonio en 1150, cuando cumplió la edad canónica. Por ejemplo, José María Lacarra, uno de cuyos discípulos fue Antonio Ubieto, escribió en 1972: «Ramiro el Monje transmitió a su hija Petronila los derechos que tenía a la herencia de su hermano, derechos que eran ejercidos en nombre de ella por su esposo el conde Ramón Berenguer IV de Barcelona, quien tomó el título de príncipe y gobernador de Aragón». Este sector de la historiografía suele citar la Crónica de San Juan de la Peña en la que se dice que Ramón Berenguer no se intituló rey porque no lo «quisieron consentir los aragoneses».

Aqueste muy noble varon, prissó por muller la filla de Don Remiro rey de Aragon nombrada Peronella et después fue nombrada Vrracha, con la qual prisó el dito Regno en axuar en el año de nuestro Senyor M.C.XXX.VII... et se clamaua Princep de Aragón et Conte de Barçelona, que non quisieron consentir los aragoneses que se clamasse Rey mas su fillo Don Alfonso se clamó Rey.

En 2014 el historiador catalán Josep-David Garrido Valls en su biografía sobre Ramón Berenguer IV retomó la cuestión. Ramiro II «había donado —sí:¡donado!— el reino [de Aragón] a Ramon Berenguer IV sin contrapartidas. Ramiro II lució el título de rey mientras vivió, recogido entre los muros del monasterio del monasterio de San Pedro el Viejo (Huesca) y el beneficiario de la donación lo respetó. Tanto es así que, aunque podía haberlo hecho y no habría pasado nada, Ramon Berenguer IV nunca se intituló rey, ni antes ni después de la muerte de Ramiro II [en 1147]. A Ramon Berenguer ya le bastaba, en la práctica, ser princeps i dominator de Aragón». A la pregunta concreta de «¿por qué Ramon Berenguer IV no se intituló rey de Aragón?» responde: «¡Quien lo sabe!».
| Predecesor: Ramón Berenguer III            | Conde de Barcelona 1131-1162        | Sucesor: Alfonso el Casto                      |
| Predecesor: Ramiro II (como rey de Aragón) | Príncipe de Aragón 1137-1162        | Sucesor: Alfonso el Casto (como rey de Aragón) |
| Predecesor: Berenguer Ramón I              | Conde de Provenza regente 1144-1162 | Sucesor: Ramón Berenguer III                   |